# مرشح الحزب الجمهوري للرئاسة 2016
تحتوي هذه المقالة على قائمة المرشحين المرتبطين بالانتخابات التمهيدية الرئاسية للحزب الجمهوري لعام 2016 للانتخابات الرئاسية الأمريكية لعام 2016.

## المرشحين
الأفراد المدرجون في هذا القسم لديهم صفحة ويكيبيديا الخاصة بهم وإما أنهم أعلنوا عن ترشيحهم رسميًا أو قدموا كمرشح لدى لجنة الانتخابات الفيدرالية (لأغراض أخرى غير الاستكشافية).

### المرشح
| الاسم        | تاريخ الولادة                          | المناصب الحالية / السابقة                                                           | الولاية | الإعلان       | شعار المرشح ورابط الحملة                                             | مرجع              |
| ------------ | -------------------------------------- | ----------------------------------------------------------------------------------- | ------- | ------------- | -------------------------------------------------------------------- | ----------------- |
| دونالد ترامب | يونيو 14, 1946 (age 70) كوينز بنيويورك | رئيس مجلس الإدارة ورئيس منظمة ترامب (1971–2017) المرشح الرئاسي لحزب الإصلاح في 2000 | نيويورك | 16 يونيو 2015 | (الحملة • الاتجاهات • الموقع) الايداع لدى لجنة الانتخابات الفيدرالية | [ 1 ] [ 2 ] [ 3 ] |

### انسحب خلال الانتخابات التمهيدية
شارك الأفراد التالية أسماؤهم في مناظرتين رئاسيتين على الأقل. لقد انسحبوا أو علقوا حملاتهم في مرحلة ما بعد المؤتمرات الحزبية في ولاية أيوا في 1 فبراير 2016. يتم سردها بترتيب الخروج، بدءً من الأحدث.
| الاسم         | تاريخ الولادة                                    | المناصب الحالية / السابقة                                     | الولاية    | الإعلان       | الانسحاب        | شعار المرشح ورابط الحملة                                             | التأييد                                       | مرجع          |
| ------------- | ------------------------------------------------ | ------------------------------------------------------------- | ---------- | ------------- | --------------- | -------------------------------------------------------------------- | --------------------------------------------- | ------------- |
| جون كيسيك     | مايو 13, 1952 (age 64) مكيس روكس (بنسلفانيا)     | حاكم ولاية أوهايو رقم 69 (2011–2019)                          | أوهايو     | 21 يوليو 2015 | 4 مايو 2016     | (الحملة • الاتجاهات • الموقع) الايداع لدى لجنة الانتخابات الفيدرالية | لا تأييد (مكتوب في جون ماكين)                 | [ 4 ] [ 5 ]   |
| تيد كروز      | ديسمبر 22, 1970 (age 45) كالجاري بألبرتا في كندا | عضو مجلس الشيوخ عن تكساس (2013–الآن)                          | تكساس      | 23 مارس 2015  | 3 مايو 2016     | (الحملة • الاتجاهات • الموقع) الايداع لدى لجنة الانتخابات الفيدرالية | دونالد ترامب                                  | [ 6 ] [ 7 ]   |
| ماركو روبيو   | مايو 28, 1971 (age 45) ميامي بفلوريدا            | عضو مجلس الشيوخ عن فلوريدا (2011–الآن)                        | فلوريدا    | 13 أبريل 2015 | 15 من مارس 2016 | (الحملة • الاتجاهات • الموقع) الايداع لدى لجنة الانتخابات الفيدرالية | دونالد ترامب                                  | [ 8 ] [ 9 ]   |
| بن كارسون     | سبتمبر 18, 1951 (age 65) ديترويت بميشغيان        | مدير طب الأطفال جراحة الأعصاب، مستشفى جونز هوبكنز (1984–2013) | ماريلند    | 4 مايو 2015   | 2 مارس 2016     | (الحملة • الاتجاهات • الموقع) الايداع لدى لجنة الانتخابات الفيدرالية | دونالد ترامب                                  | [ 10 ] [ 11 ] |
| جيب بوش       | فبراير 11, 1953 (age 63) مدلاند بتكساس           | حاكم فلوريدا رقم 43 (1999–2007)                               | فلوريدا    | 15 يونيو 2015 | 20 فبراير 2016  | (الحملة • الاتجاهات • الموقع) الايداع لدى لجنة الانتخابات الفيدرالية | تيد كروز، حينها لا يوجد تأييد                 | [ 12 ] [ 13 ] |
| جيم جيلمور    | أكتوبر 6, 1949 (age 67) ريتشموند بفيرجينيا       | حاكم فيرجينيا رقم 68 (1998–2002)                              | فرجينيا    | 30 يوليو 2015 | 12 فبراير 2016  | (الحملة • الاتجاهات • الموقع) الايداع لدى لجنة الانتخابات الفيدرالية | دونالد ترامب                                  | [ 14 ] [ 15 ] |
| كريس كريستي   | سبتمبر 6, 1962 (age 54) نيوآرك بنيو جيرسي        | حاكم نيو جيرسي رقم 55 (2010–2018)                             | نيوجيرسي   | 30 يونيو 2015 | 10 فبراير 2016  | (الحملة • الاتجاهات • الموقع) الايداع لدى لجنة الانتخابات الفيدرالية | دونالد ترامب                                  | [ 16 ] [ 17 ] |
| كارلي فيورينا | سبتمبر 6, 1954 (age 62) أوستن بتكساس             | الرئيس التنفيذي لهوليت-باكارد (1999–2005)                     | كاليفورنيا | 4 مايو 2015   | 10 فبراير 2016  | (الحملة • الاتجاهات • الموقع) الايداع لدى لجنة الانتخابات الفيدرالية | تيد كروز، ثم دونالد ترامب، ألغت التأييد لاحقًا | [ 18 ] [ 19 ] |
| ريك سانتورم   | مايو 10, 1958 (age 58) وينشستر بفيرجينيا         | عضو مجلس الشيوخ من بنسيلفانيا (1995–2007)                     | بنسيلفانيا | 27 مايو 2015  | 3 فبراير 2016   | (الحملة • الاتجاهات • الموقع) الايداع لدى لجنة الانتخابات الفيدرالية | ماركو روبيو، ثم دونالد ترامب                  | [ 20 ] [ 21 ] |
| راند بول      | يناير 7, 1963 (age 53) بيتسبرغ ببنسيلفانيا       | عضو مجلس الشيوخ من كنتاكي (2011–الآن)                         | كنتاكي     | 7 أبريل 2015  | 3 فبراير 2016   | (الحملة • الاتجاهات • الموقع) الايداع لدى لجنة الانتخابات الفيدرالية | دونالد ترامب                                  | [ 22 ] [ 23 ] |
| مايك هاكابي   | أغسطس 24, 1955 (age 61) هوب بأركنساس             | حاكم أركنساس رقم 44 (1996–2007)                               | أركنساس    | 5 مايو 2015   | 1 فبراير 2016   | (الحملة • الاتجاهات • الموقع) الايداع لدى لجنة الانتخابات الفيدرالية | دونالد ترامب                                  | [ 24 ] [ 25 ] |

### انسحب قبل الانتخابات التمهيدية
شارك الأفراد التالية أسماؤهم في مناظرة رئاسية واحدة على الأقل مصرح بها لكنهم انسحبوا من السباق قبل المؤتمرات الحزبية في ولاية أيوا في 1 فبراير 2016 يتم سردهم بترتيب الخروج، بدءً من الأحدث.
| الاسم         | تاريخ الولادة                                      | المناصب الحالية / السابقة                                  | الولاية            | الإعلان        | الانسحاب        | شعار المرشح ورابط الحملة                                                  | التأييد                                       | مرجع          |
| ------------- | -------------------------------------------------- | ---------------------------------------------------------- | ------------------ | -------------- | --------------- | ------------------------------------------------------------------------- | --------------------------------------------- | ------------- |
| جورج باتاكي   | يونيو 24, 1945 (age 71) بيكسكيل                    | حاكم نيويورك [الإنجليزية] رقم 53 (1995–2006)               | نيويورك            | مايو 28, 2015  | ديسمبر 29, 2015 | (جورج باتاكي • الاتجاهات • الموقع) الايداع لدى لجنة الانتخابات الفيدرالية | ماركو روبيو، ثم جون كيسيك، بعدها لم يؤيد أحدًا | [ 26 ] [ 27 ] |
| ليندسي غراهام | يوليو 9, 1955 (age 61) سنترال بكارولاينا الجنوبية  | عضو مجلس الشيوخ الأمريكي من كارولاينا الجنوبية (2003–الآن) | كارولاينا الجنوبية | يونيو 1, 2015  | ديسمبر 21, 2015 | (الحملة • الاتجاهات • الموقع) الايداع لدى لجنة الانتخابات الفيدرالية      | جيب بوش، ثم تيد كروز، بعدها إفان ماكمولين     | [ 28 ] [ 29 ] |
| بوبي جندال    | يونيو 10, 1971 (age 45) باتون روج بلويزيانا        | حاكم لويزيانا رقم 55 (2008–2016)                           | لويزيانا           | يونيو 24, 2015 | نوفمبر 17, 2015 | (الحملة • الاتجاهات • الموقع) الايداع لدى لجنة الانتخابات الفيدرالية      | ماركو روبيو، ثم دونالد ترامب                  | [ 30 ] [ 31 ] |
| سكوت ووكر     | نوفمبر 2, 1967 (age 49) كولورادو سبرينغز بكولورادو | حاكم ولاية ويسكونسن [الإنجليزية] رقم 45 (2011–2019)        | ويسكونسن           | يوليو 13, 2015 | سبتمبر 21, 2015 | (سكوت ووكر • الاتجاهات • الموقع) الايداع لدى لجنة الانتخابات الفيدرالية   | تيد كروز، ثم دونالد ترامب                     | [ 32 ] [ 33 ] |
| ريك بيري      | مارس 4, 1950 (age 66) هاسكل بتكساس                 | حاكم ولاية تكساس رقم 47 (2000–2015)                        | تكساس              | يونيو 4, 2015  | سبتمبر 11, 2015 | (الحملة • الاتجاهات • الموقع) الايداع لدى لجنة الانتخابات الفيدرالية      | تيد كروز، ثم دونالد ترامب                     | [ 34 ] [ 35 ] |

### المرشحون الآخرون
تقدم الأفراد البارزون التالية أسماؤهم كمرشحين لدى لجنة الانتخابات الفيدرالية بحلول نوفمبر 2015.
| الاسم      | تاريخ الولادة                                    | المناصب الحالية / السابقة            | الولاية          | الإعلان       | الترشيح                                         | الانسحاب حالة | مرجع |
| ---------- | ------------------------------------------------ | ------------------------------------ | ---------------- | ------------- | ----------------------------------------------- | ------------- | ---- |
| جاك فيلور  | أكتوبر 3, 1931 (age 85) ميدكيف بفيرجينيا الغربية | مرشح دائم حزب المنع في عام 2012      | فيرجينيا الغربية | 7 نوفمبر 2012 | الايداع لدى لجنة الانتخابات الفيدرالية          | none          |      |
| أندي مارتن | أكتوبر 31, 1945 (age 71) ميدلتاون بكونيتيكت      | مرشح دائم بيرثر ناشط التقاضي الكيدي. | نيويورك          | 16 أغسطس 2015 | (الموقع) الايداع لدى لجنة الانتخابات الفيدرالية | 162 votes NH  |      |

بالإضافة إلى ذلك، كان بيتر ميسينا على بطاقة الاقتراع في لويزيانا، ونيو هامبشاير، وأيداهو. كان تيم كوك على بطاقة الاقتراع في لويزيانا ونيوهامبشاير وأريزونا. كان والتر إيواتشو على ورقة الاقتراع في فلوريدا ونيو هامبشاير.

### المرشحون المنسحبون الآخرون
أعلن الأفراد في هذا القسم رسميًا عن عرضهم لترشيح الحزب الجمهوري، وقدموا إلى لجنة الانتخابات الفيدرالية ليكونوا مرشحين، لكن لم يتم ذكرهم في أي استطلاعات رأي رئيسية، ولم تتم دعوتهم إلى أي مناظرات أولية رئاسية متلفزة.
| الاسم             | تاريخ الولادة                           | المناصب الحالية / السابقة                            | الولاية | الإعلان        | الانسحاب       | شعار المرشح ورابط الحملة                        | مرجع   |
| ----------------- | --------------------------------------- | ---------------------------------------------------- | ------- | -------------- | -------------- | ----------------------------------------------- | ------ |
| دنيس ميخائيل لونش | أغسطس 28, 1969 (age 47)                 | رجل أعمال صانع أفلام وثائقية معلق محافظ              | نيويورك | أبريل 22, 2015 | مايو 3, 2015   | الايداع لدى لجنة الانتخابات الفيدرالية          |        |
| مارك إيفرسون      | سبتمبر 10, 1954 (age 62) نيويورك        | مفوض الإيرادات الداخلية (2003–2007)                  | مسيسيبي | مارس 5, 2015   | نوفمبر 5, 2015 | (الموقع) الايداع لدى لجنة الانتخابات الفيدرالية | [ 42 ] |
| جيمي ماكميلان     | ديسمبر 1, 1946 (age 69) نيو سميرنا بيتش | رئيس وزعيم حزب الإيجار هو لعنة عالية جدًا (2005–2015) | نيويورك | 22 أغسطس 2015  | ديسمبر 9, 2015 | (الموقع) الايداع لدى لجنة الانتخابات الفيدرالية |        |

## المرشحون المحتملون الذين لم يترشحوا

### سابقًا
كان الأشخاص التالية أسماؤهم محور التكهنات الرئاسية في تقارير إعلامية متعددة خلال دورة انتخابات 2016 لكنهم لم يدخلوا السباق.

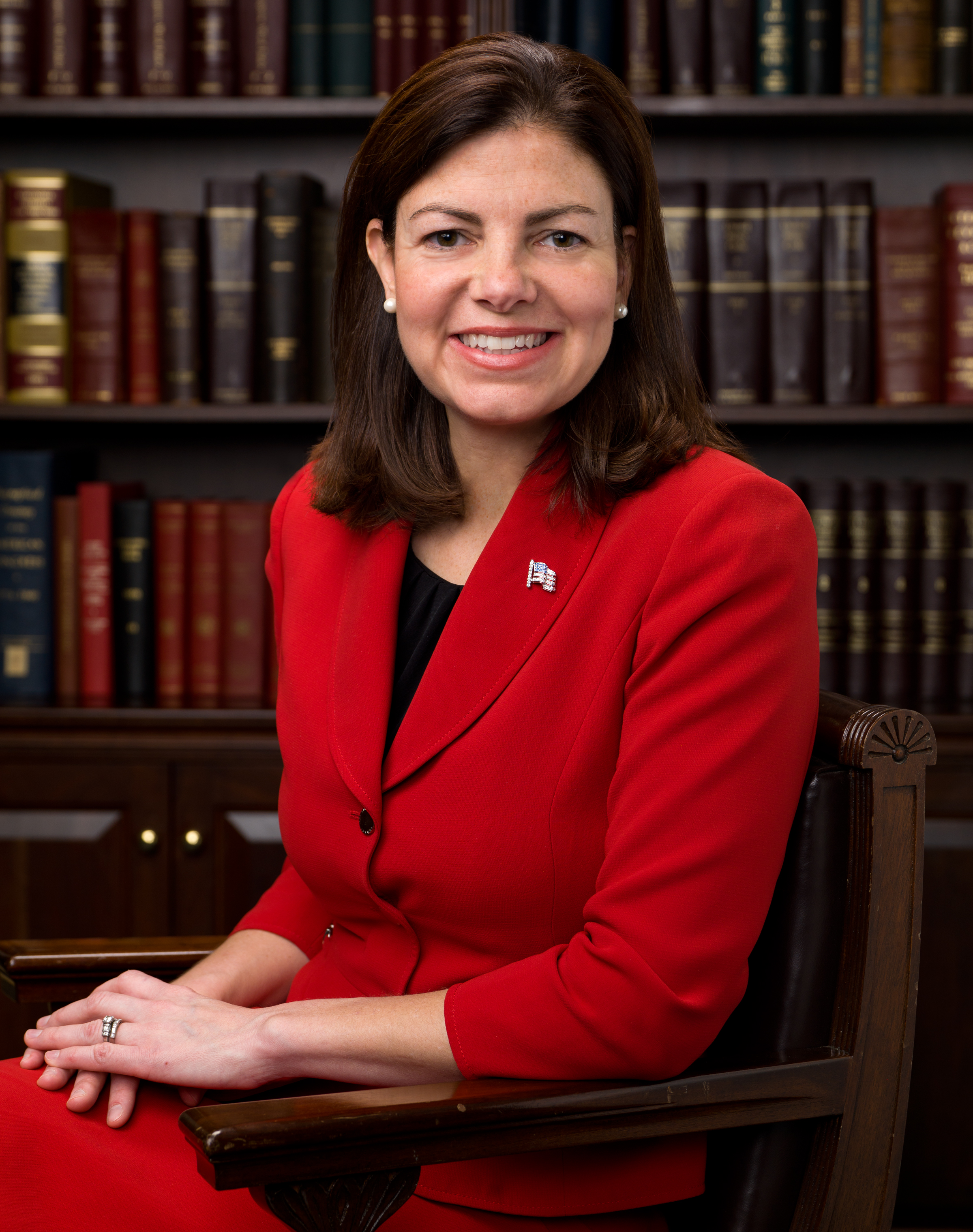
كيلي أيوت عضو مجلس الشيوخ الأمريكي من نيو هامبشاير 2011-2017
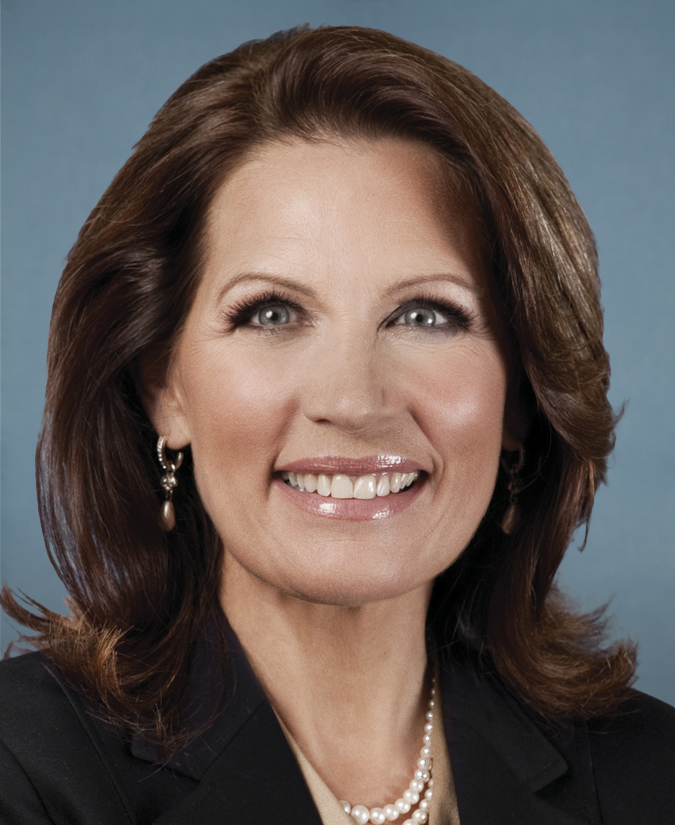
ميشيل باكمان نائبة أمريكية الولايات من ولاية مينيسوتا 2007–15، مرشح رئاسي في 2012
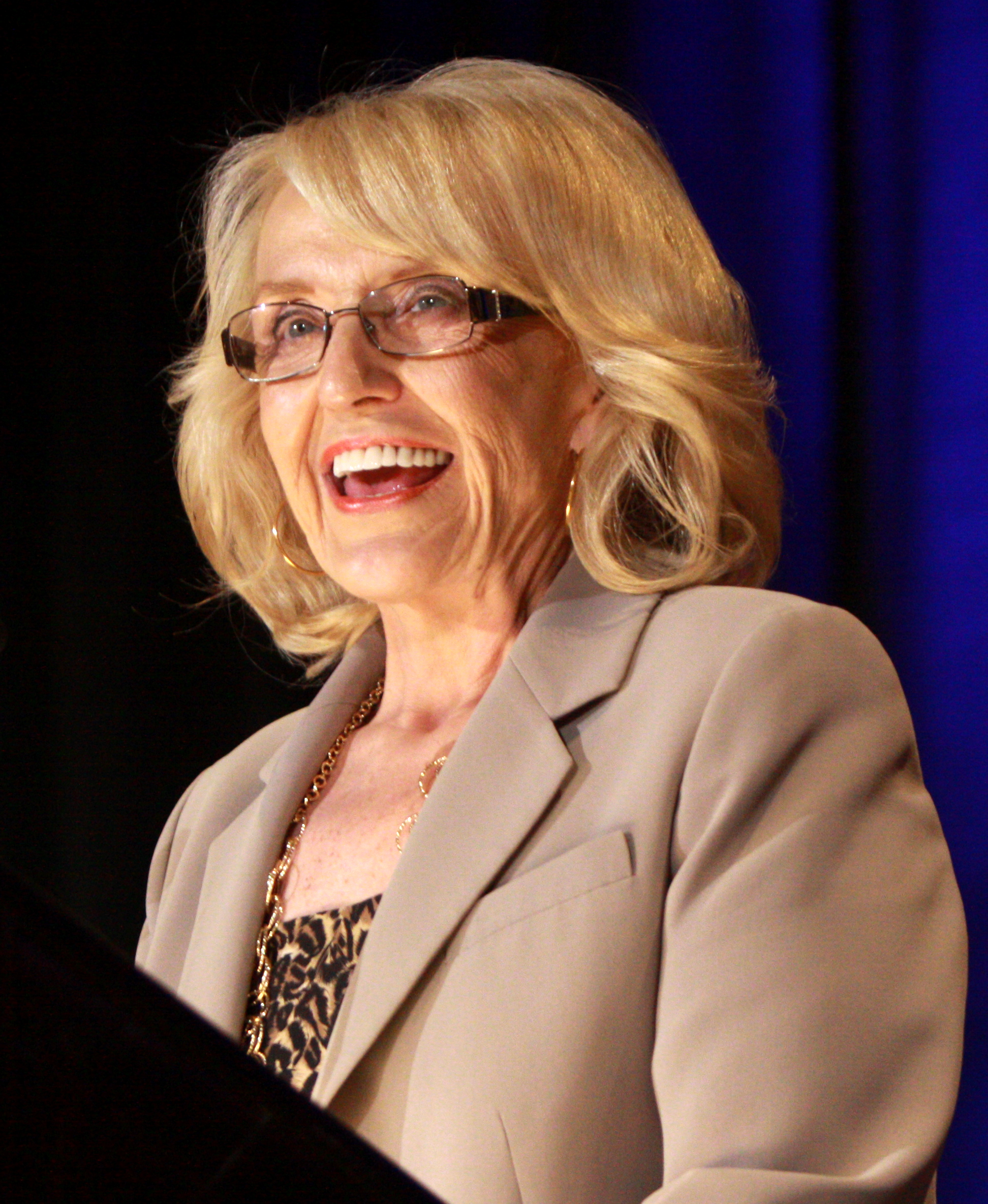
جان بريور حاكم ولاية أريزونا 2009–15[48][49] بتأييد دونالد ترامب
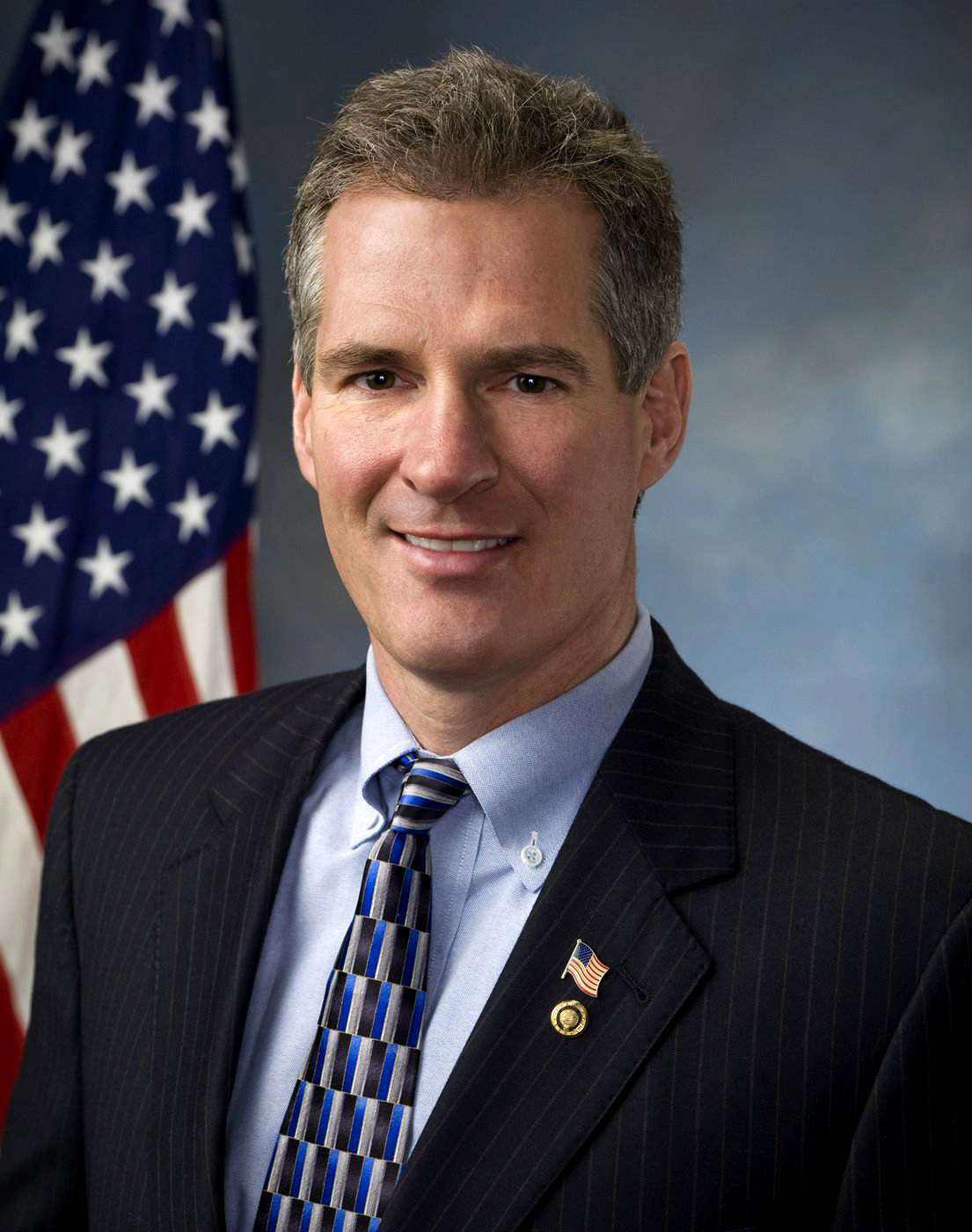
سكوت براون عضو مجلس الشيوخ 2010–13[50][51] التأييد لدونالد ترامب
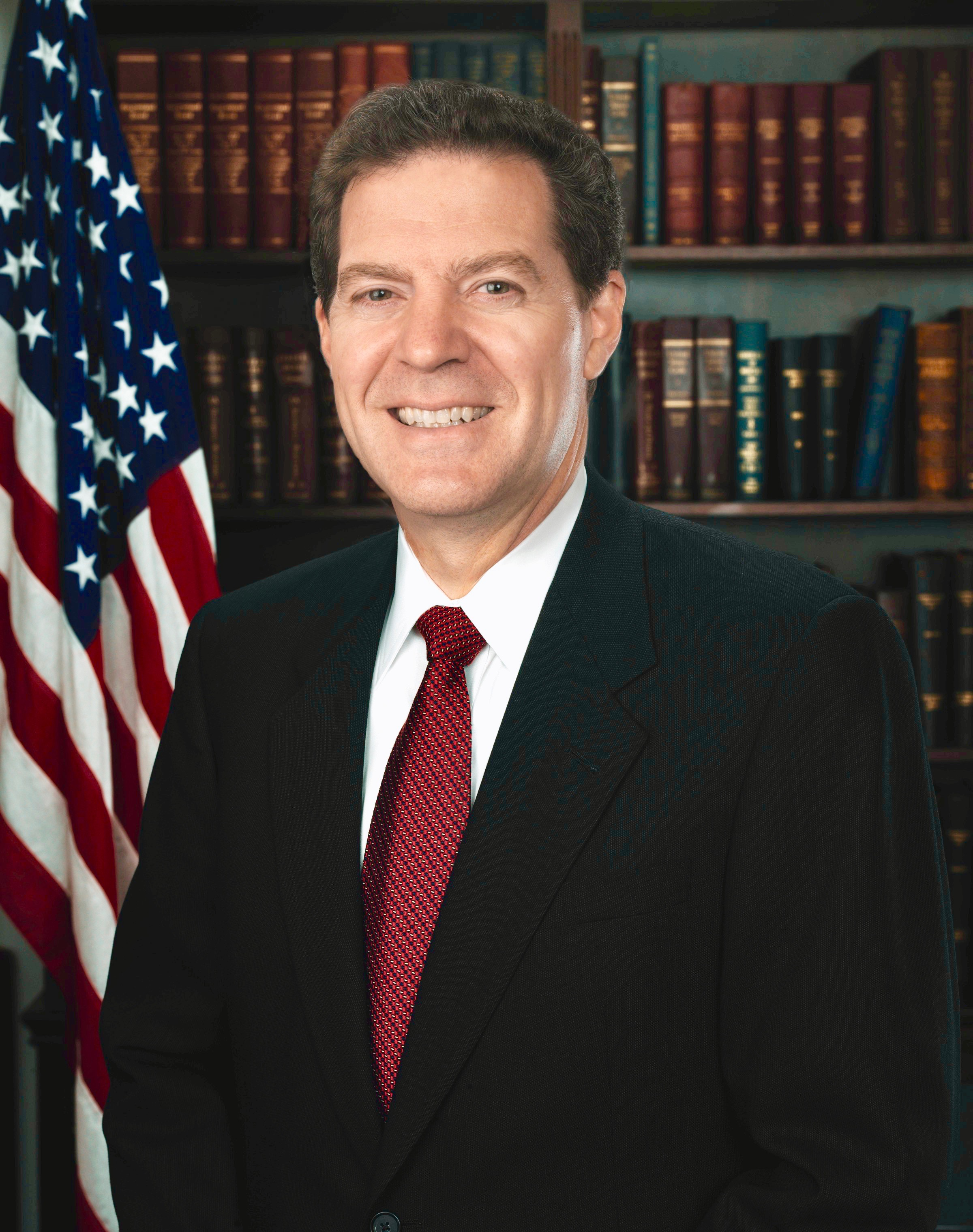
سام براون باك حاكم كانساس 2011–2018, مرشح رئاسي في 2008[52][53] التأييد ماركو روبيو
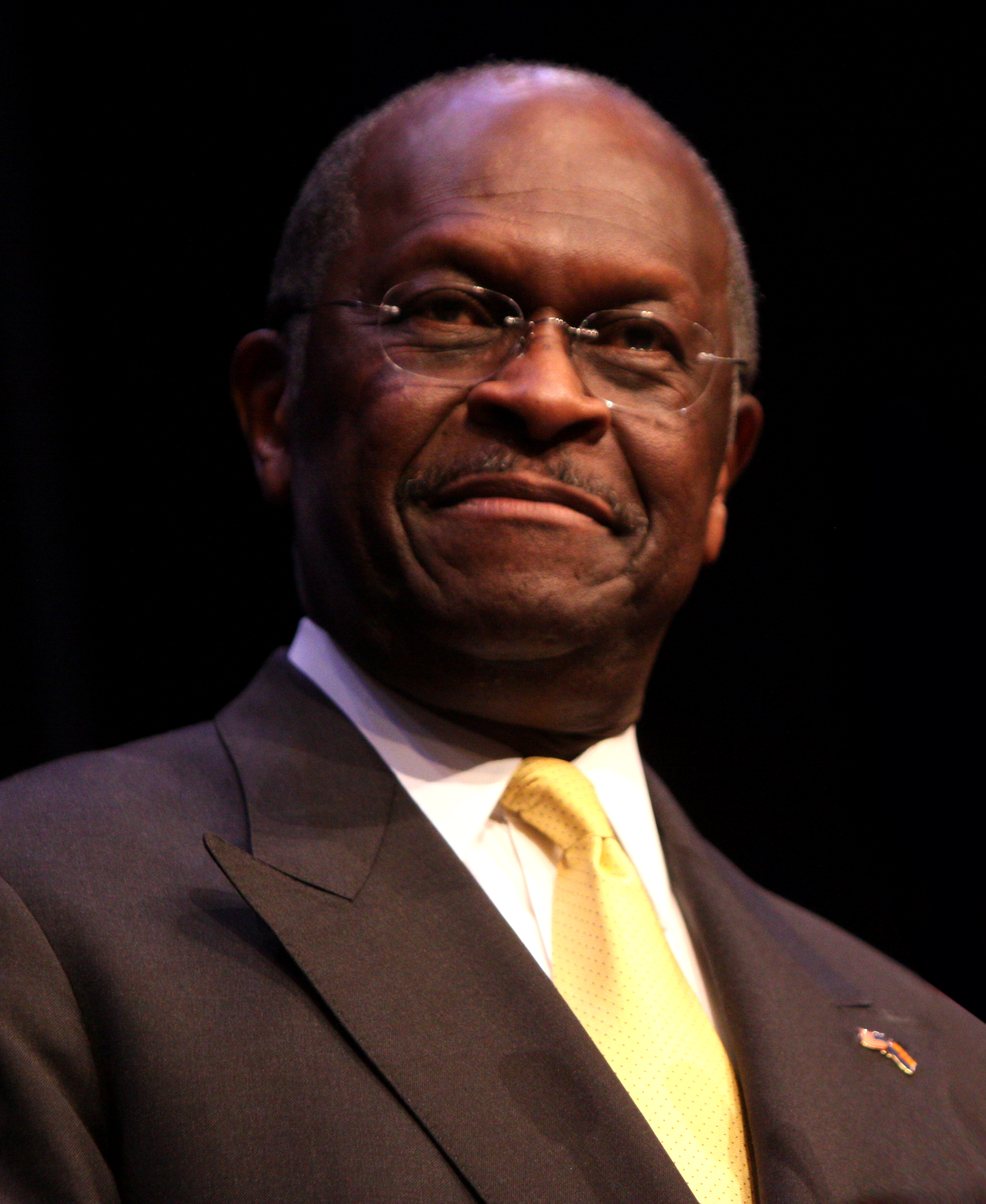
هيرمان كين رئيس جمعية المطاعم الوطنية 1996–99; مرشح رئاسي في 2012
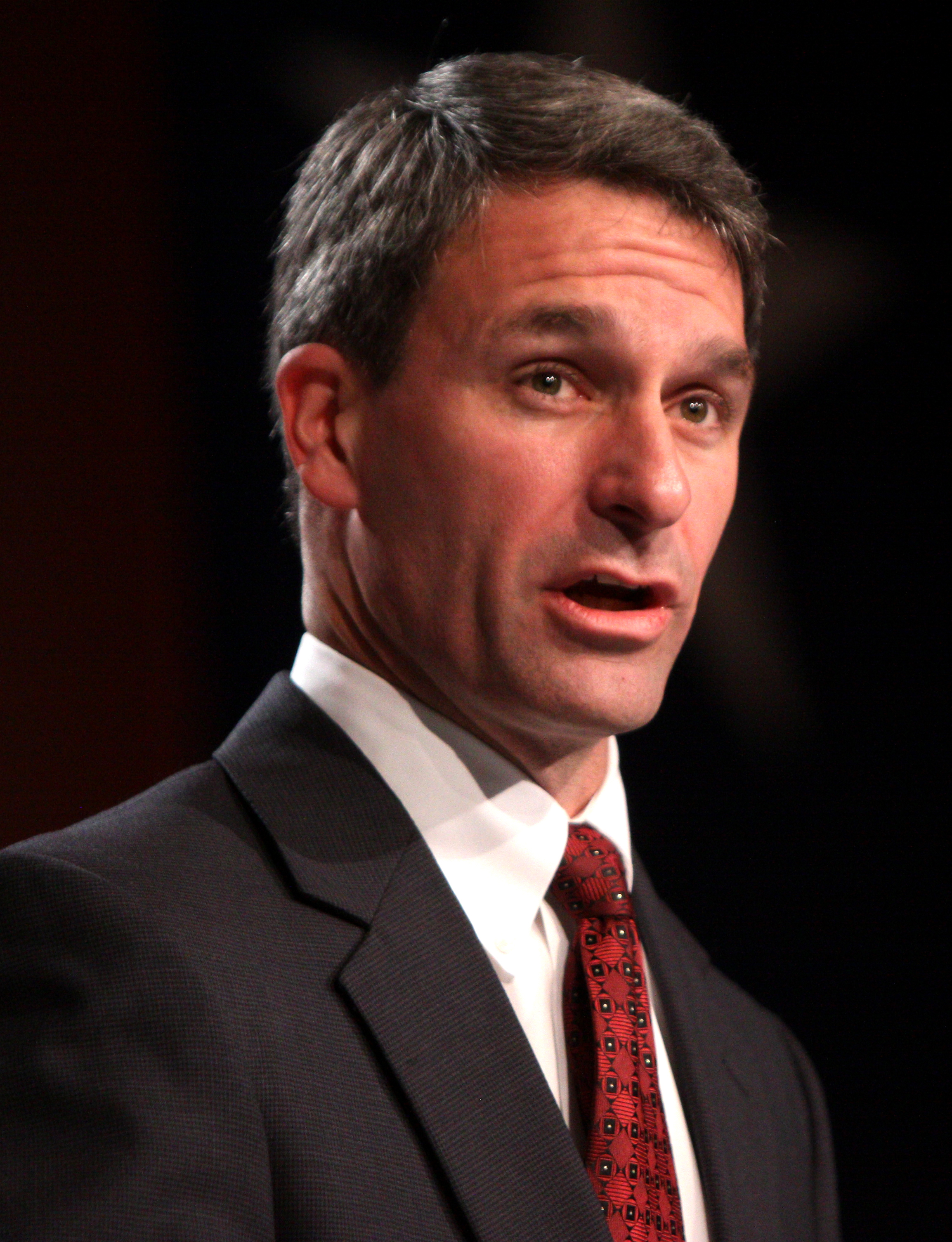
كين كوتشينيلي المدعي العام لفيرجينيا 2010–14; مرشح حاكم ولاية فرجينيا في 2013[56][57] التأييد لتيد كروز
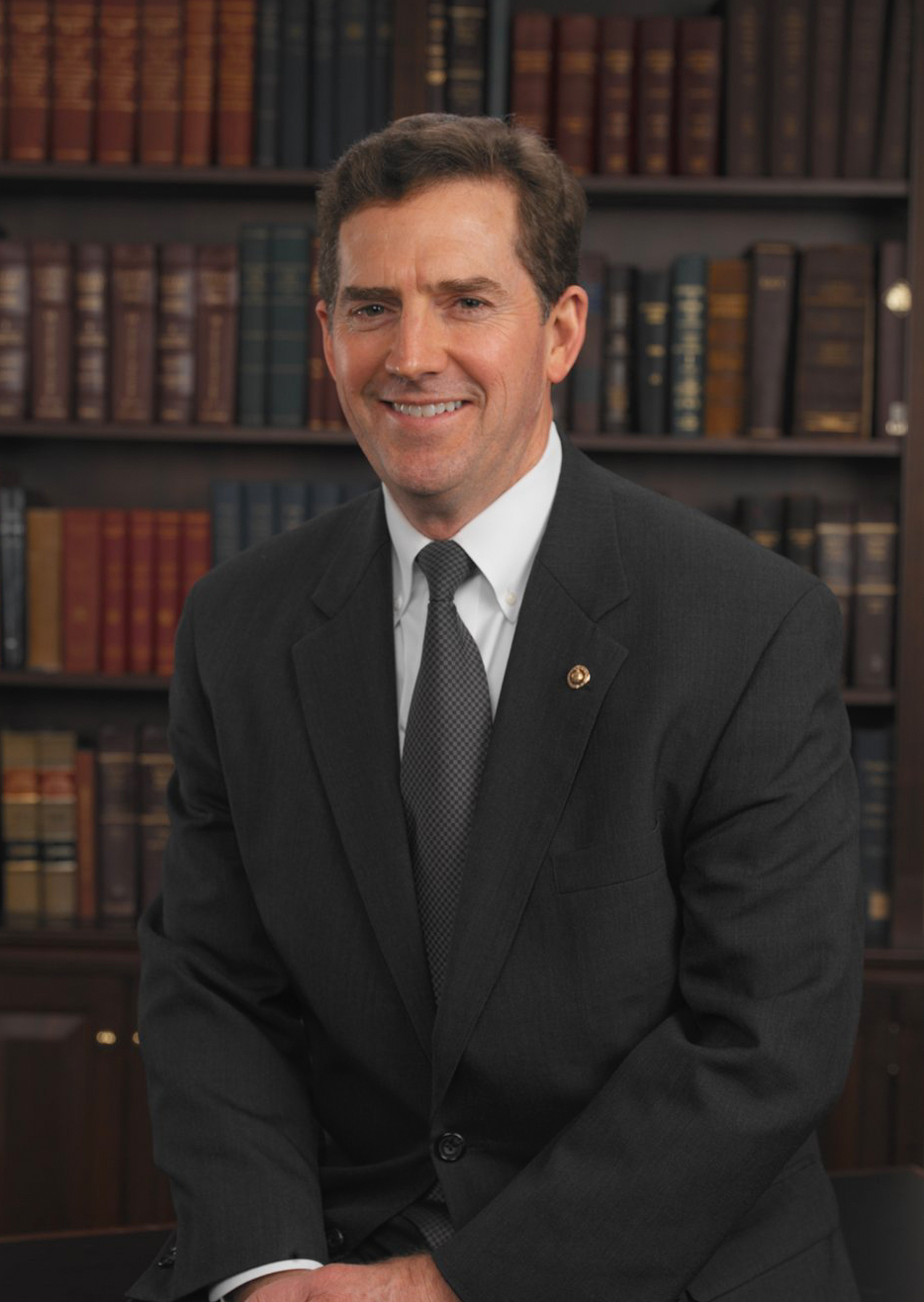
جيم ديمينت عضو مجلس الشيوخ الأمريكي من كارولينا الجنوبية 2005–13
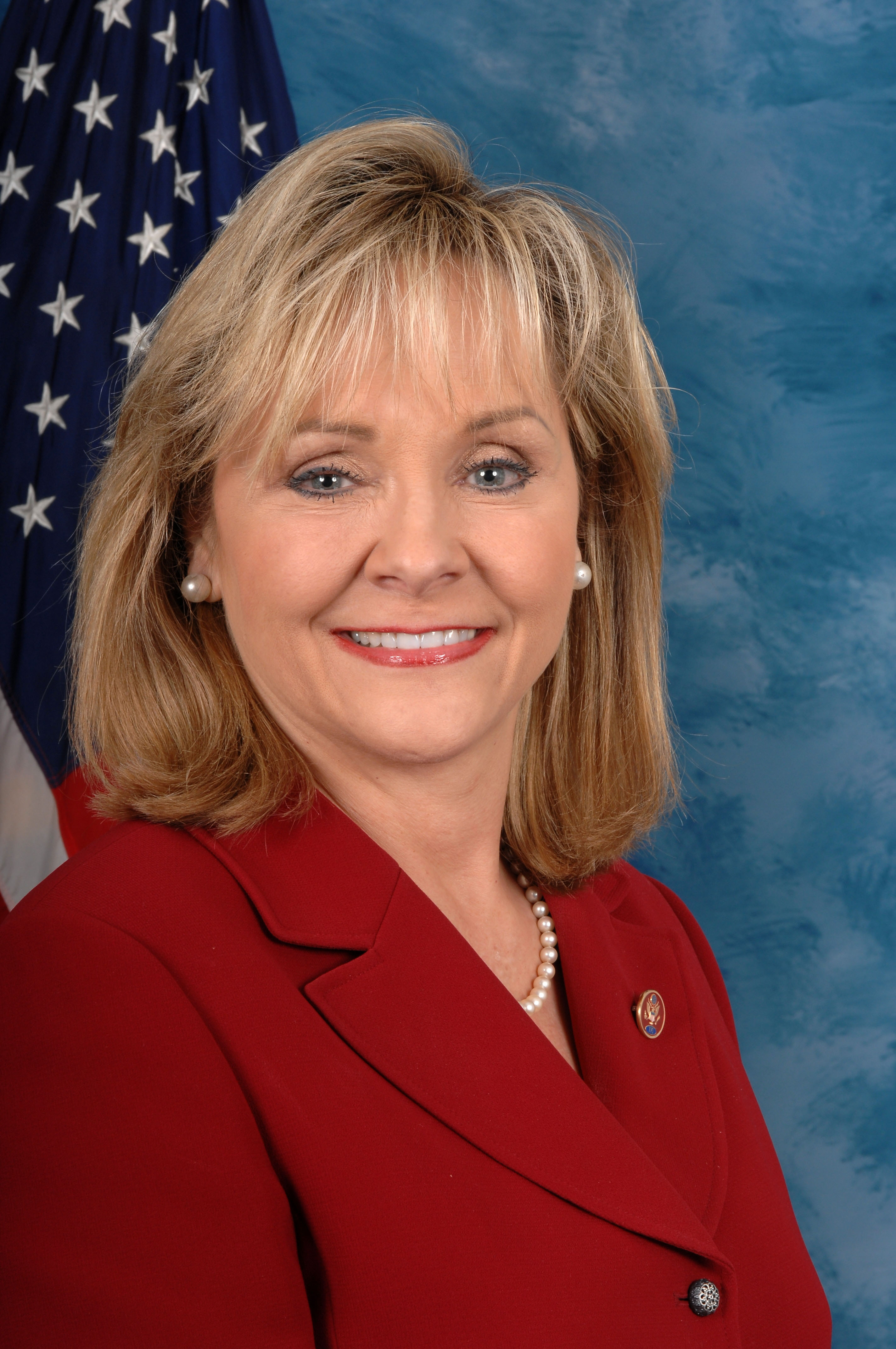
ماري فالين حاكم أوكلاهوما 2011-2019
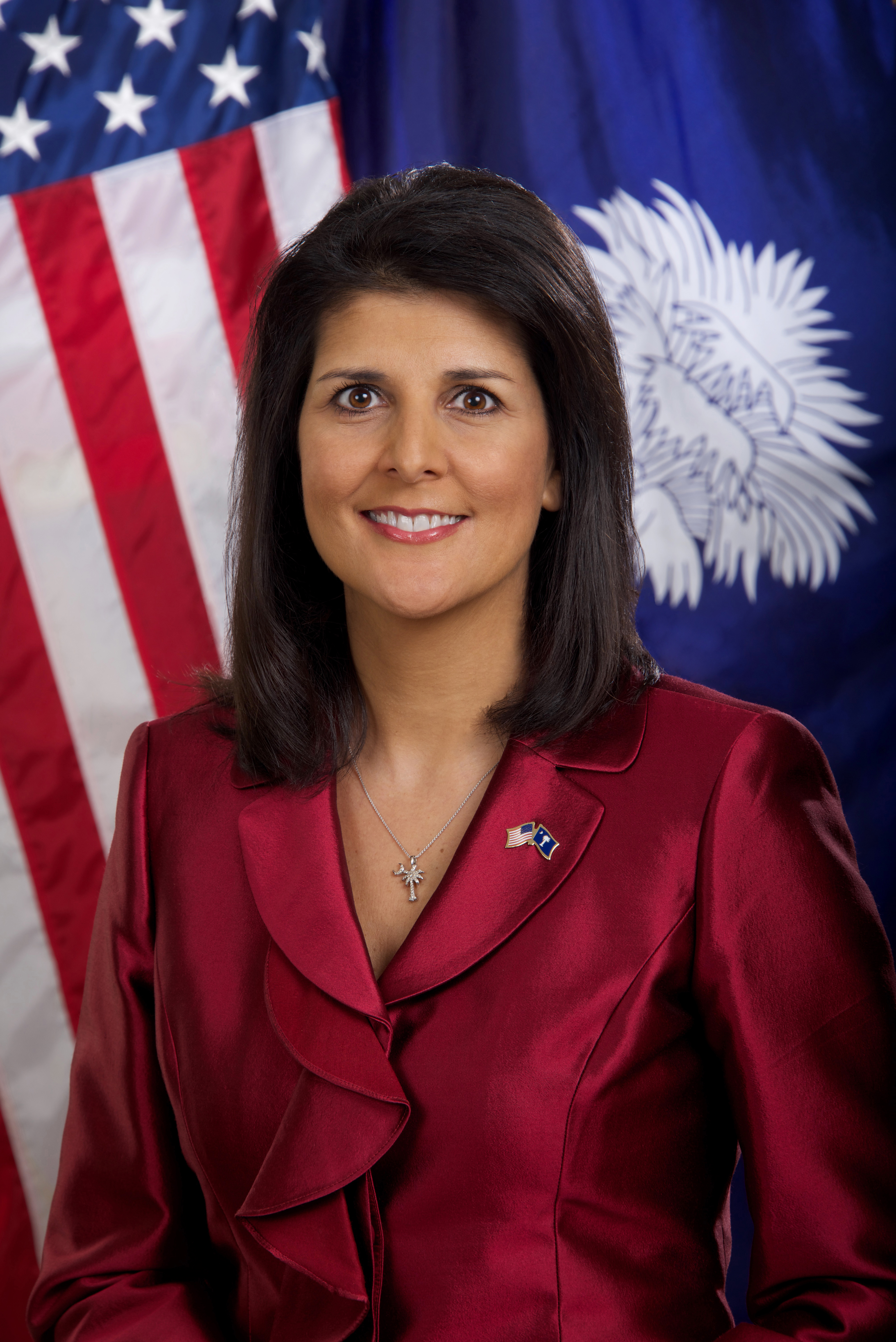
نيكي هيلي حاكم كارولينا الجنوبية من 2011 - 2017, سفير الولايات المتحدة إلى الأمم المتحدة السابقة[63][64][65] التأييد ماركو روبيو، ثم تيد كروز
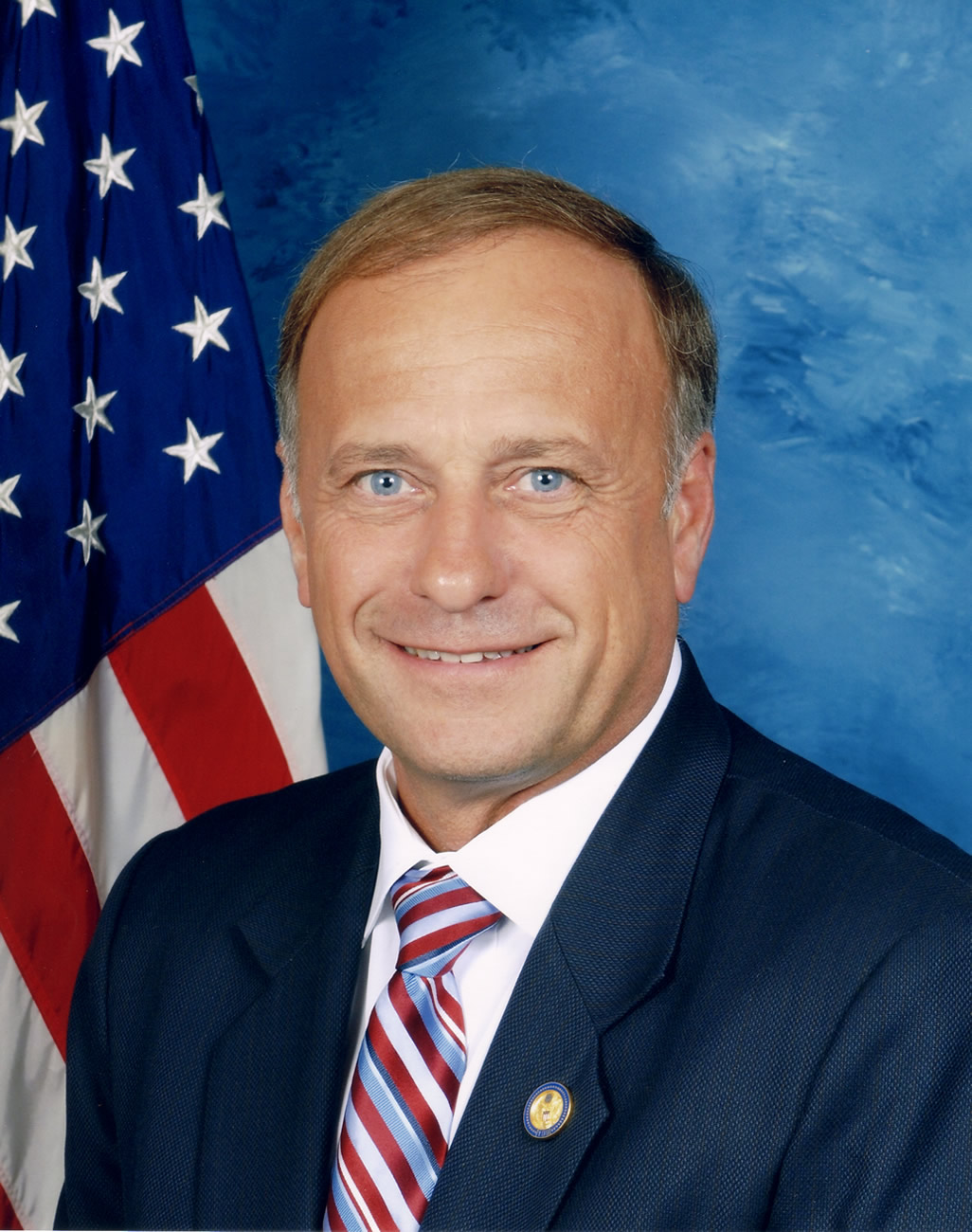
ستيف كينغ نائب أمريكي من آيوا منذ 2003[66][67][68] التأييد لتيد كروز
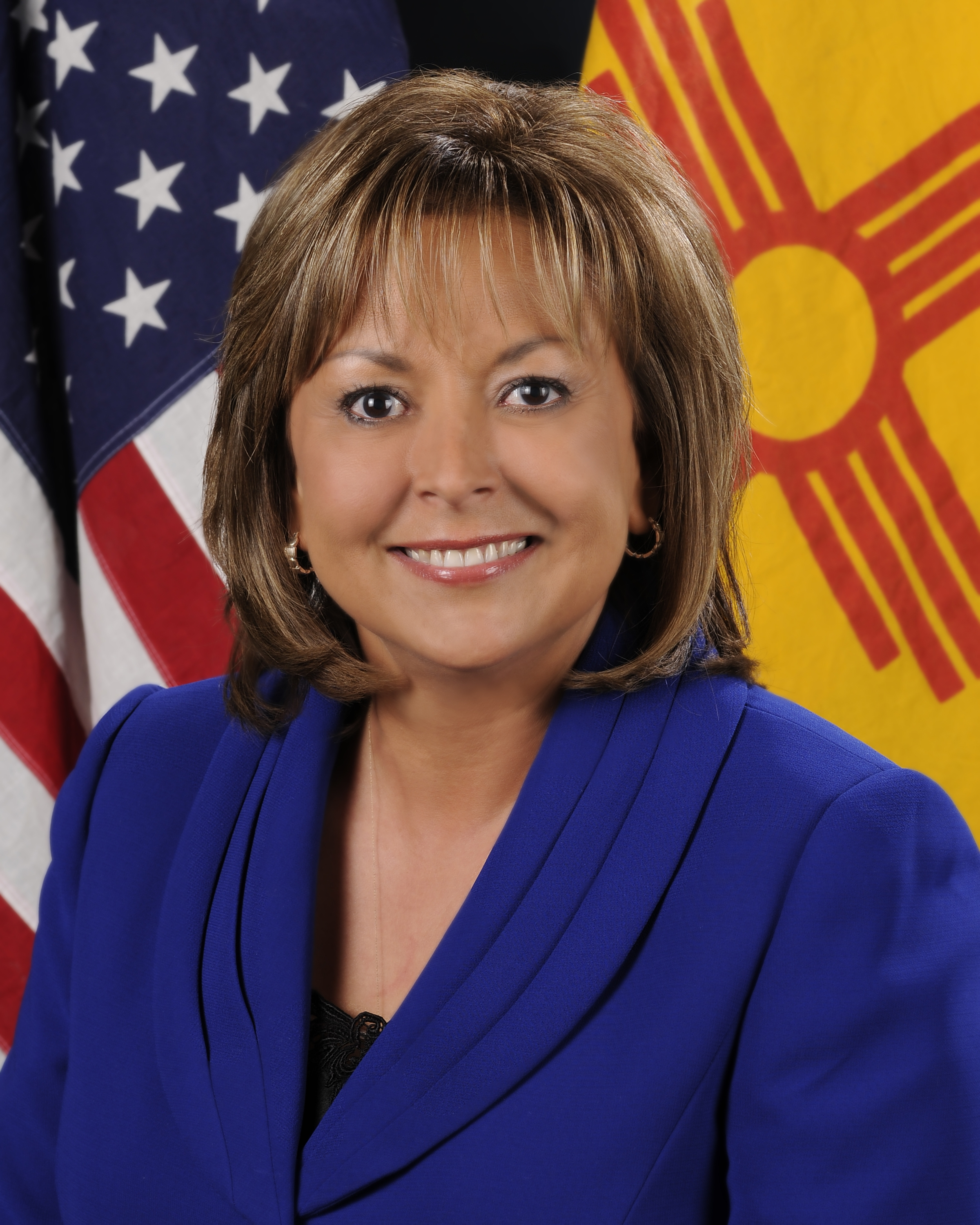
سوسانا مارتينيز حاكم نيو مكسيكو 2011–2019;[69][70] التأييد لماركو روبيو
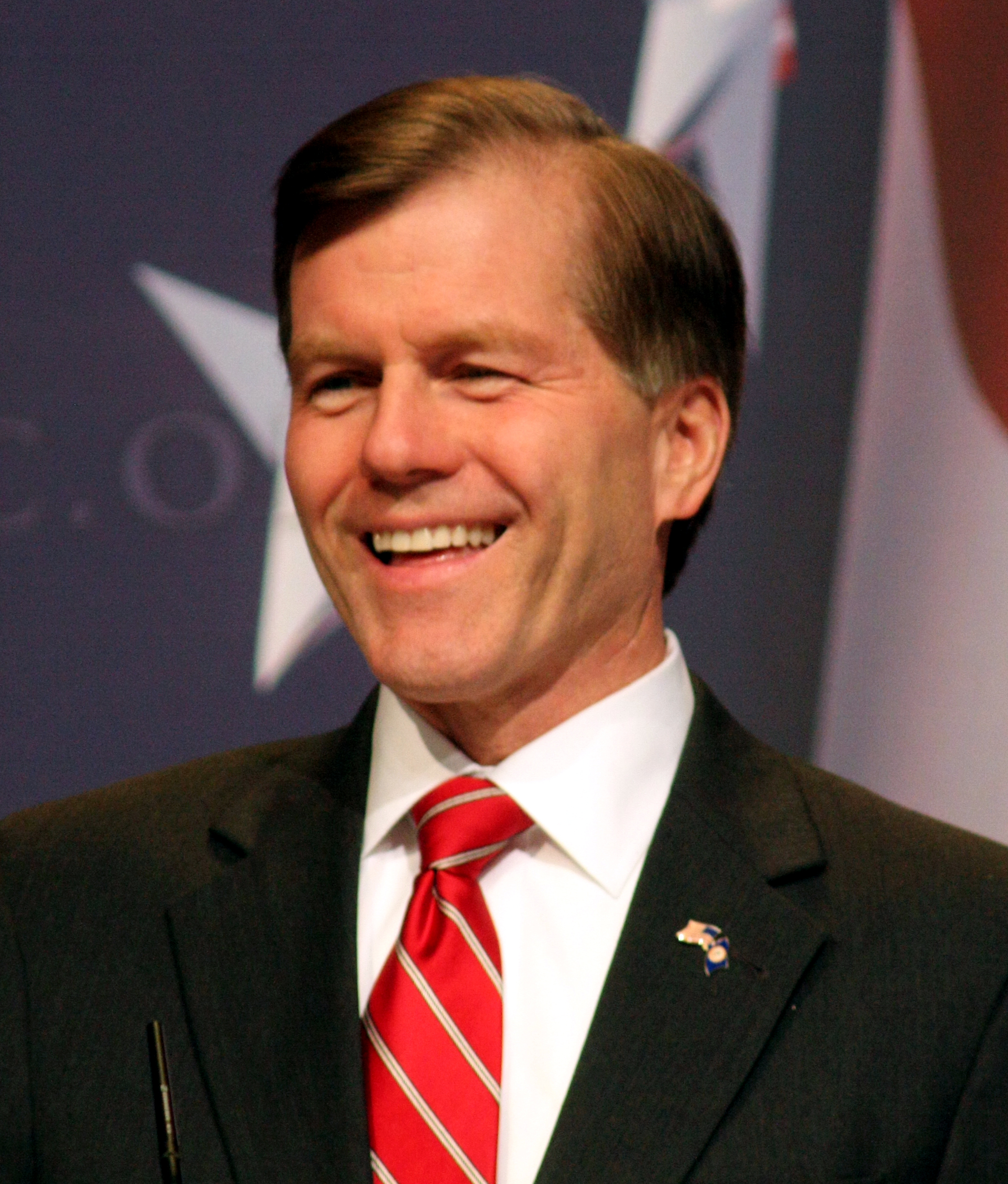
بوب ماكدونيل حاكم فرجينيا 2010–14
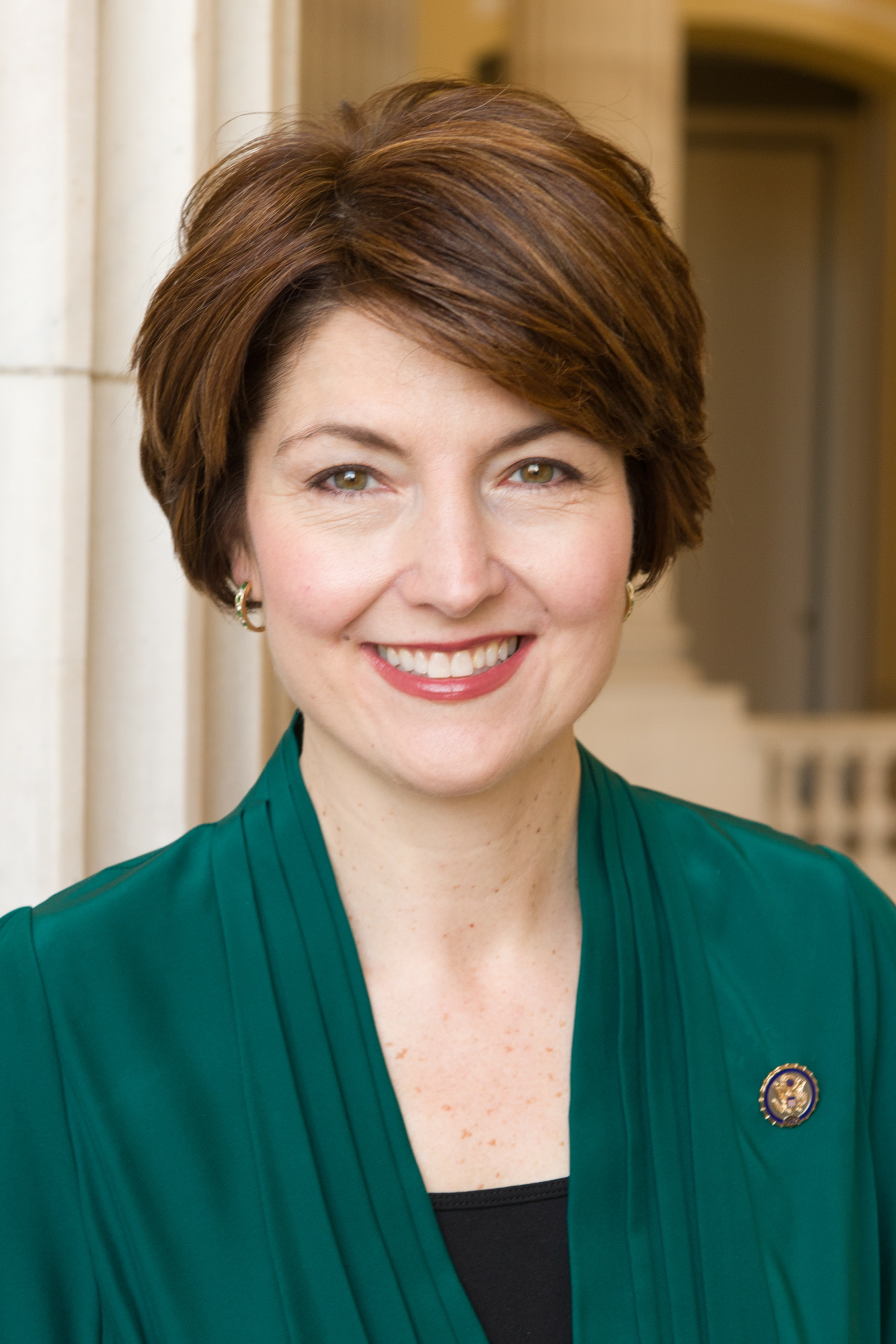
كاثي مكموريس روجرز نائبة أمريكية من واشنطن منذ 2005
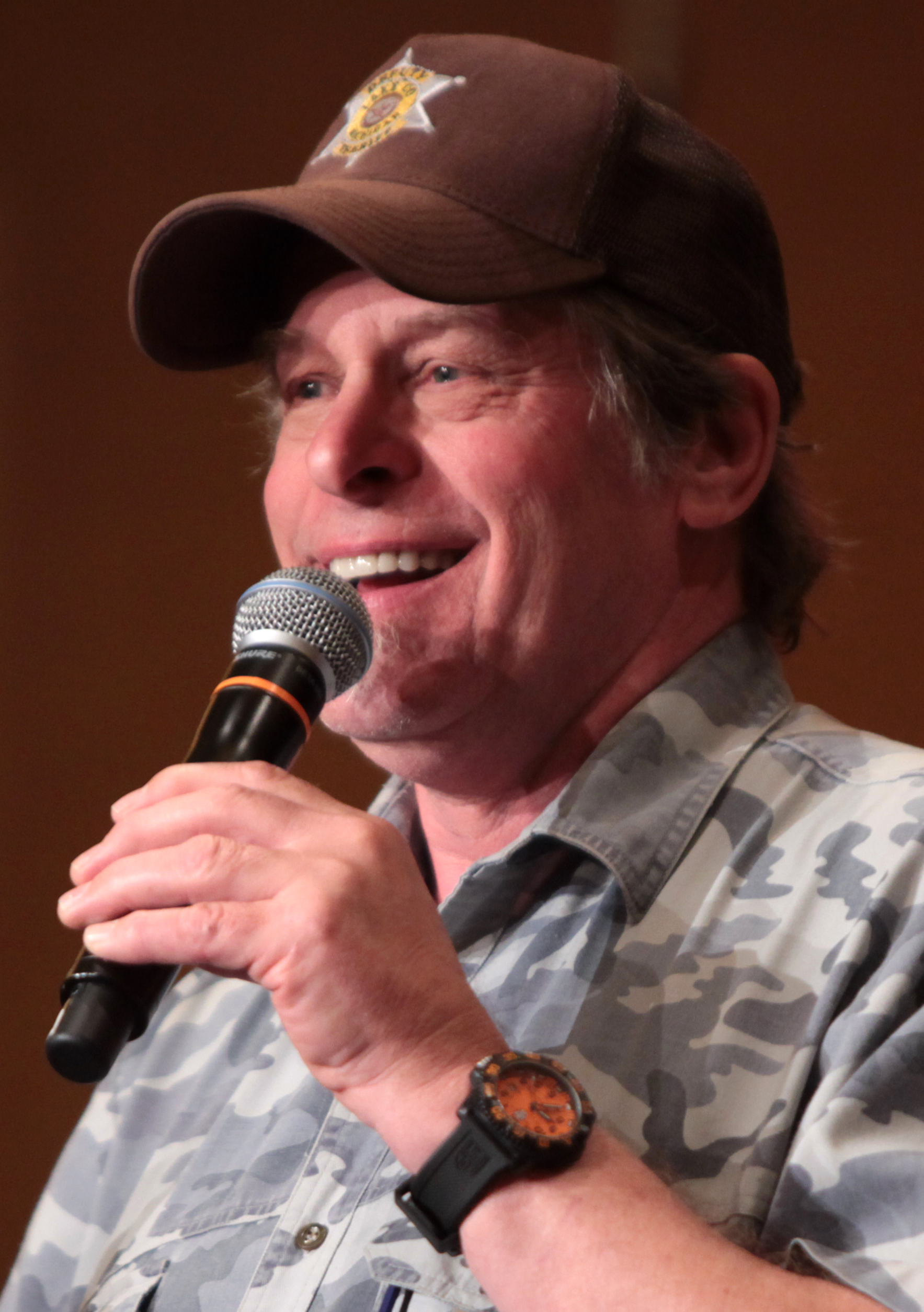
تيد نوغينت موسيقي وناشط في الحريات المدنية من ميشيغان[75] التأييد لدونالد ترامب
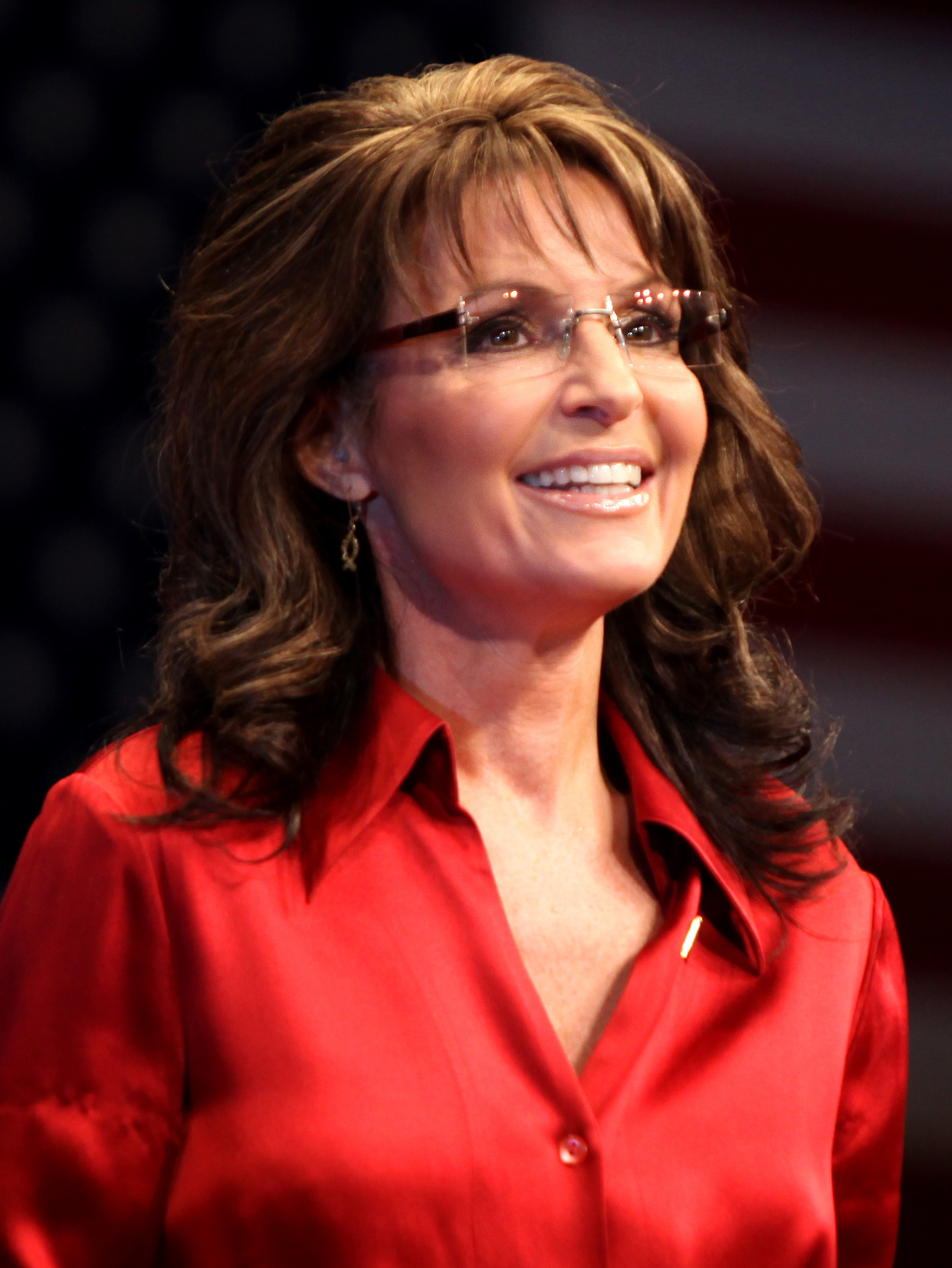
سارة بالين حاكم الآسكا 2006–09; المرشحة لمنصب نائب الرئيس عام 2008[76][77] التأييد ادونالد ترامب
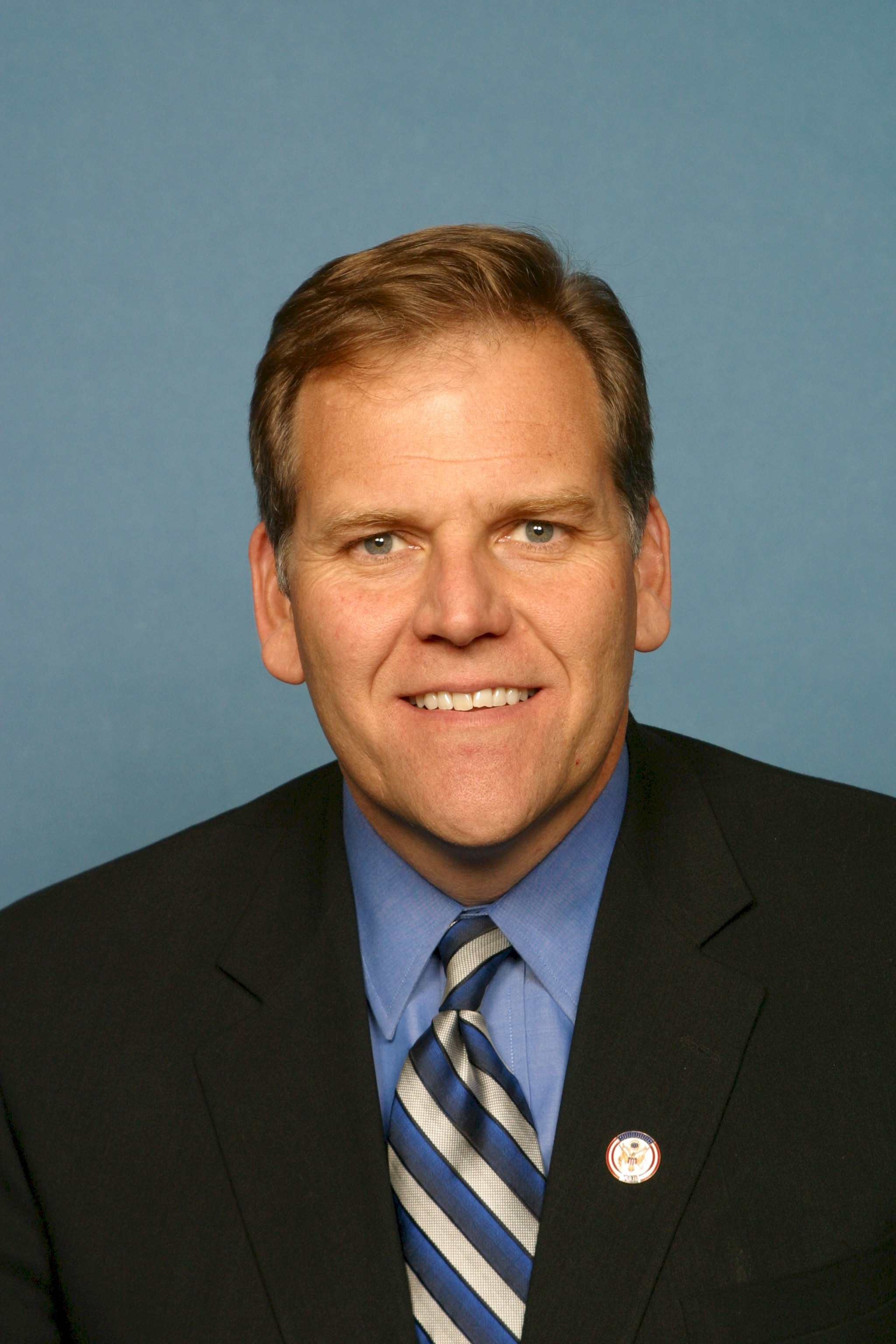
مايك روجرز نائب أمريكي من ميشيغان 2001–15
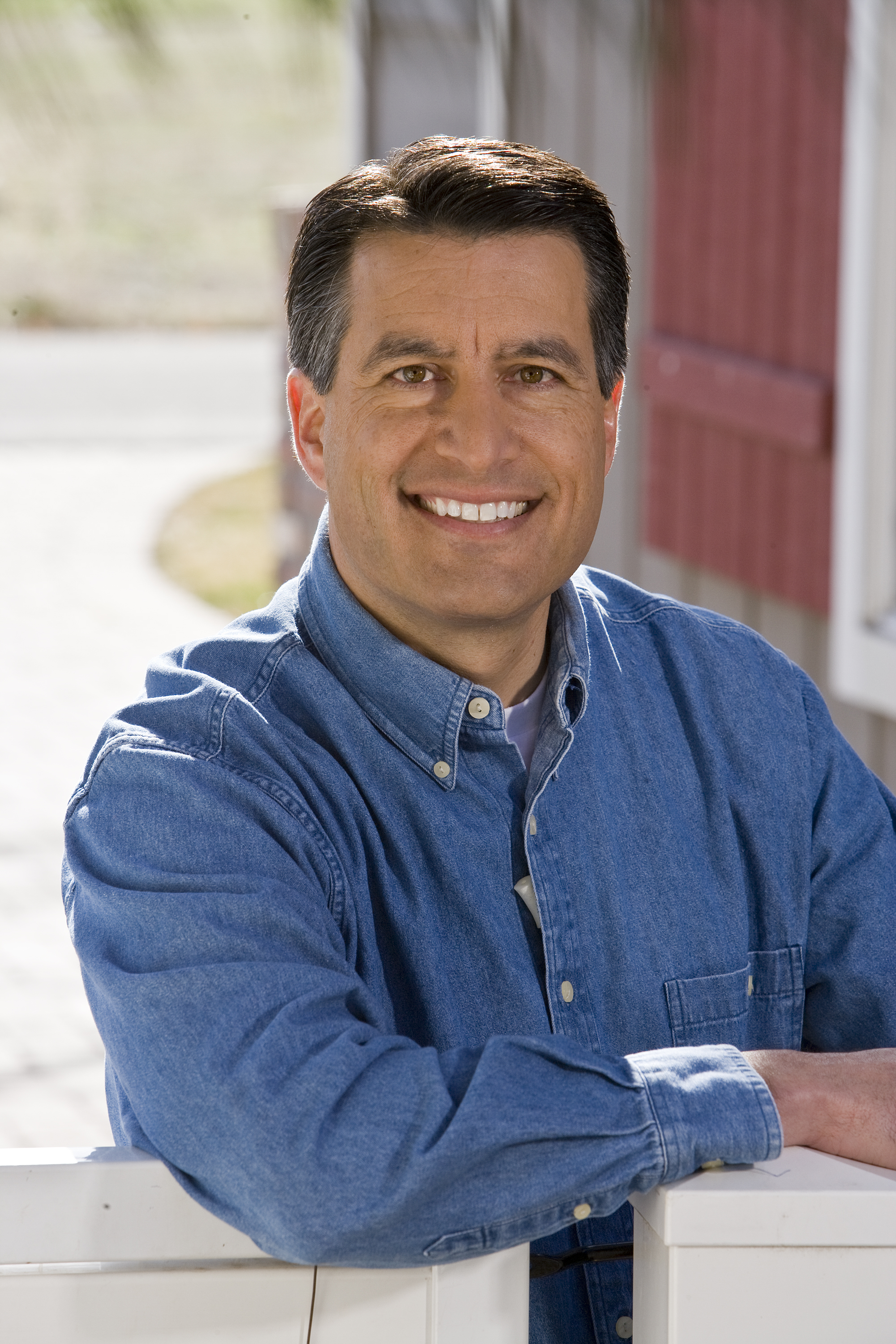
براين ساندوفال حاكم نيفادا 2011-2019[63][80] التأييد لجون كيسيك
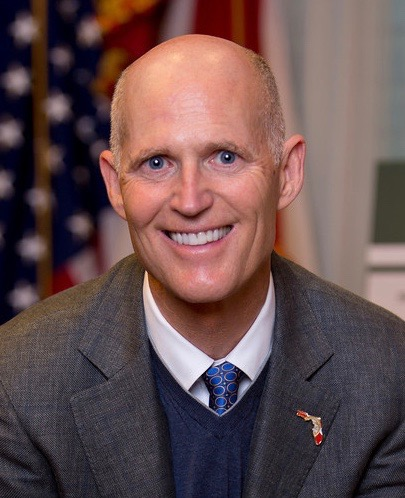
ريك سكوت حاكم فلوريدا 2011-2019[81] التأييد لدونالد ترامب
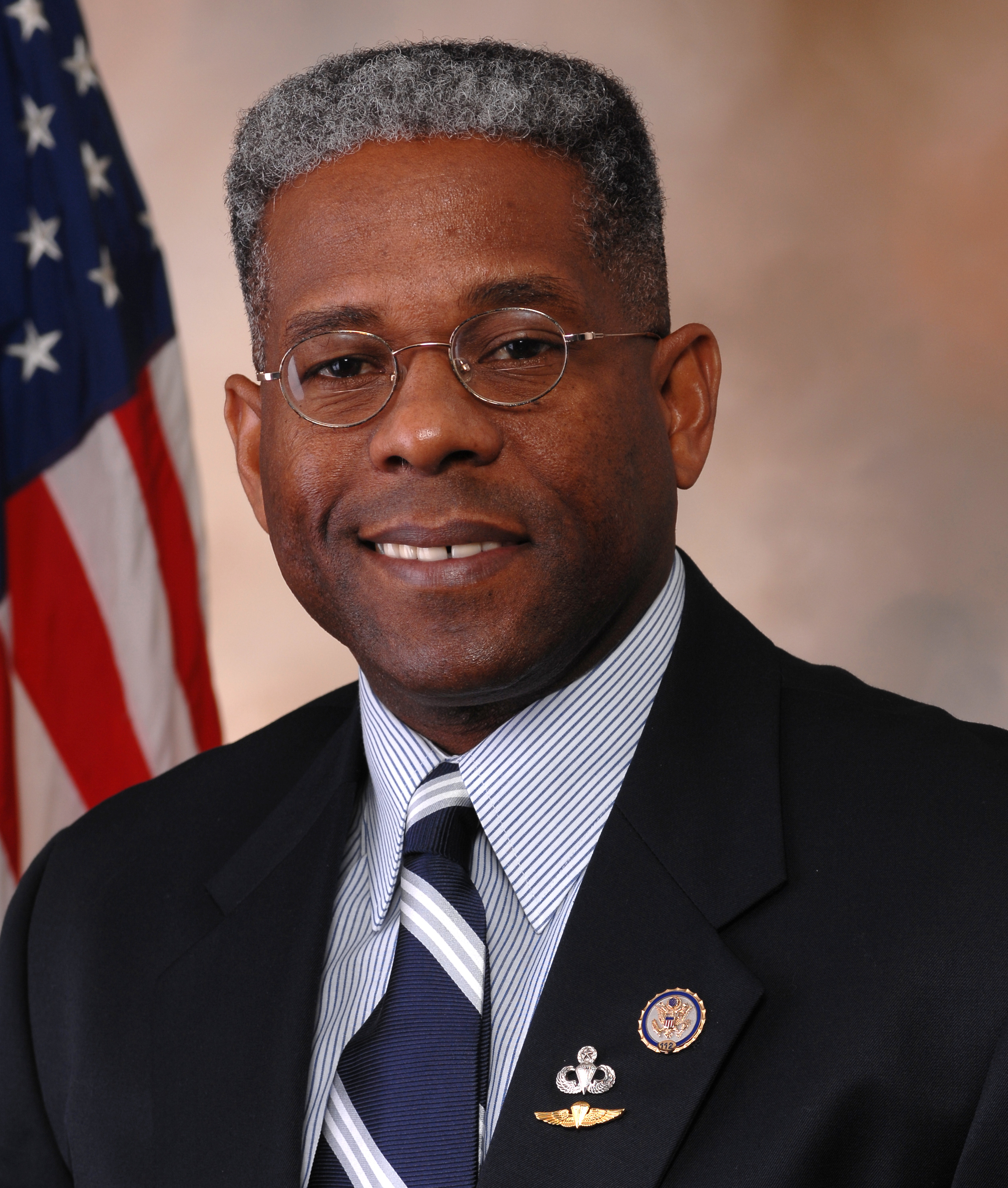
ألان ويست نائب أمريكي من فلوريدا 2011–13

### رفض
كان الأفراد المدرجون في هذا القسم محور تكهنات وسائل الإعلام على أنهم مرشحون محتملون للرئاسة لعام 2016، لكنهم استبعدوا علنًا وبشكل لا لبس فيه عطاءات الرئاسة في عام 2016.

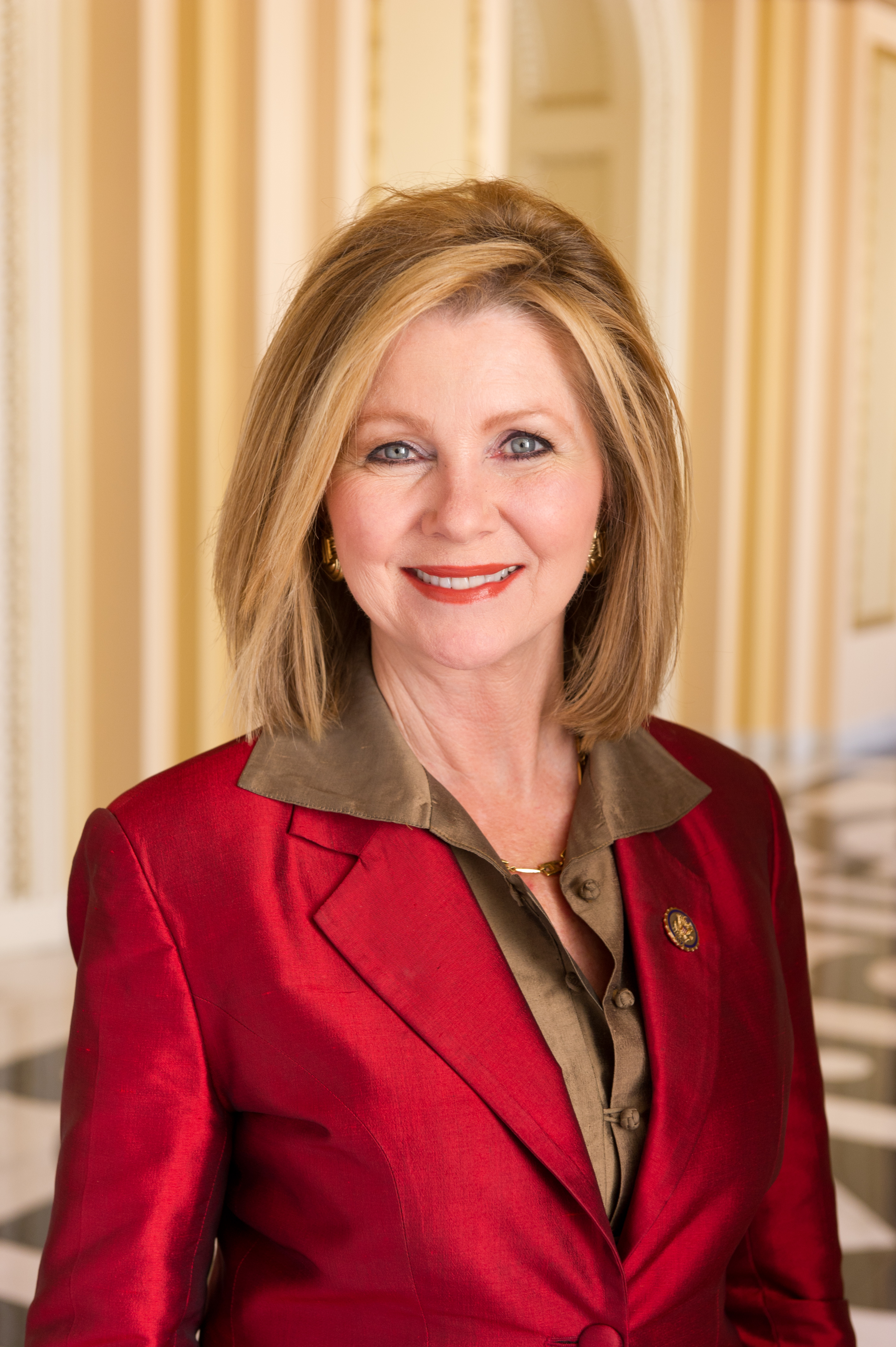
مارشا بلاكبرن عضو مجلس الشيوخ عن تينيسي منذ 2019، نائبة أمريكية من تينيسي 2003-2019
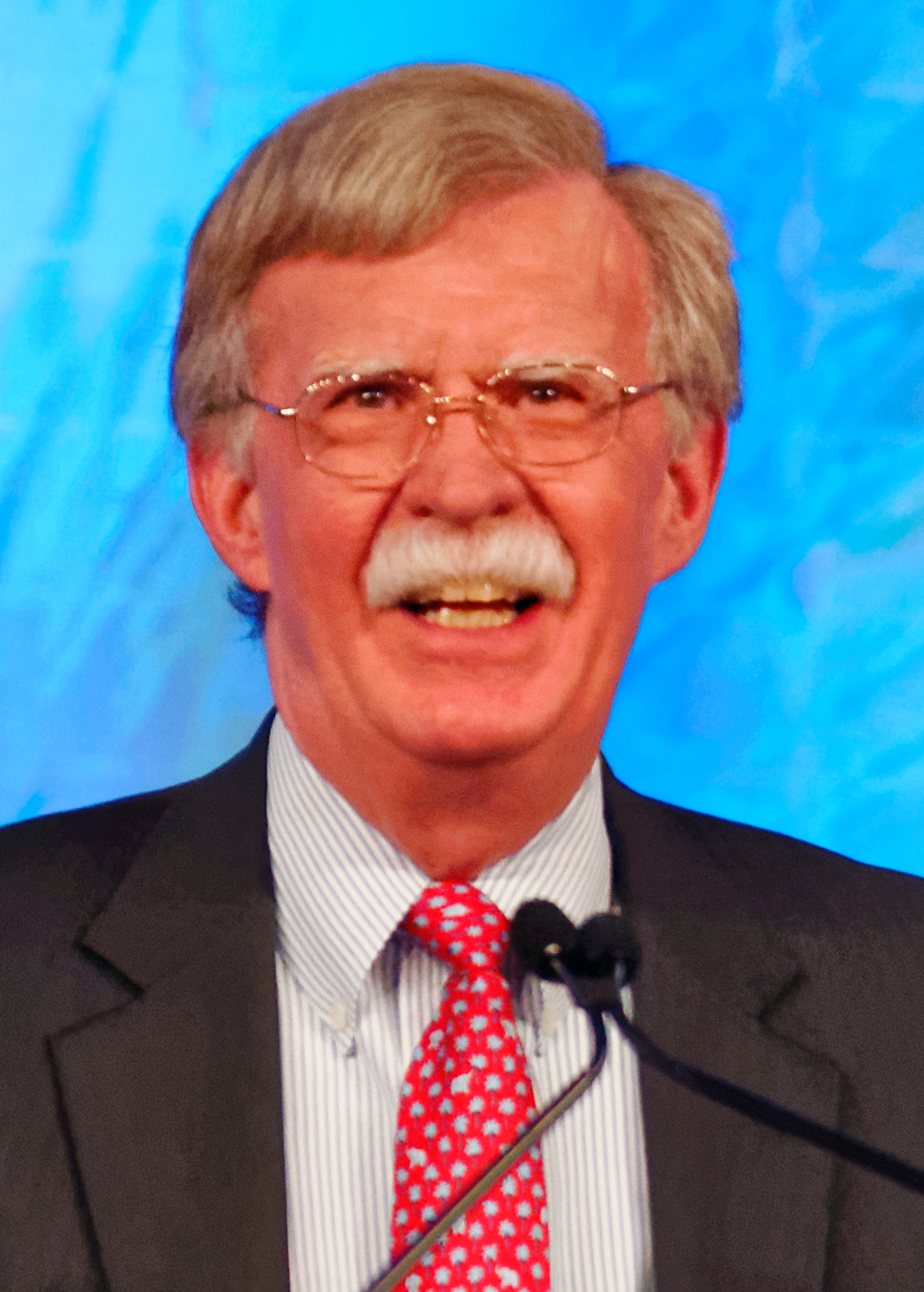
جون بولتون سفير الولايات المتحدة إلى الأمم المتحدة 2005–06
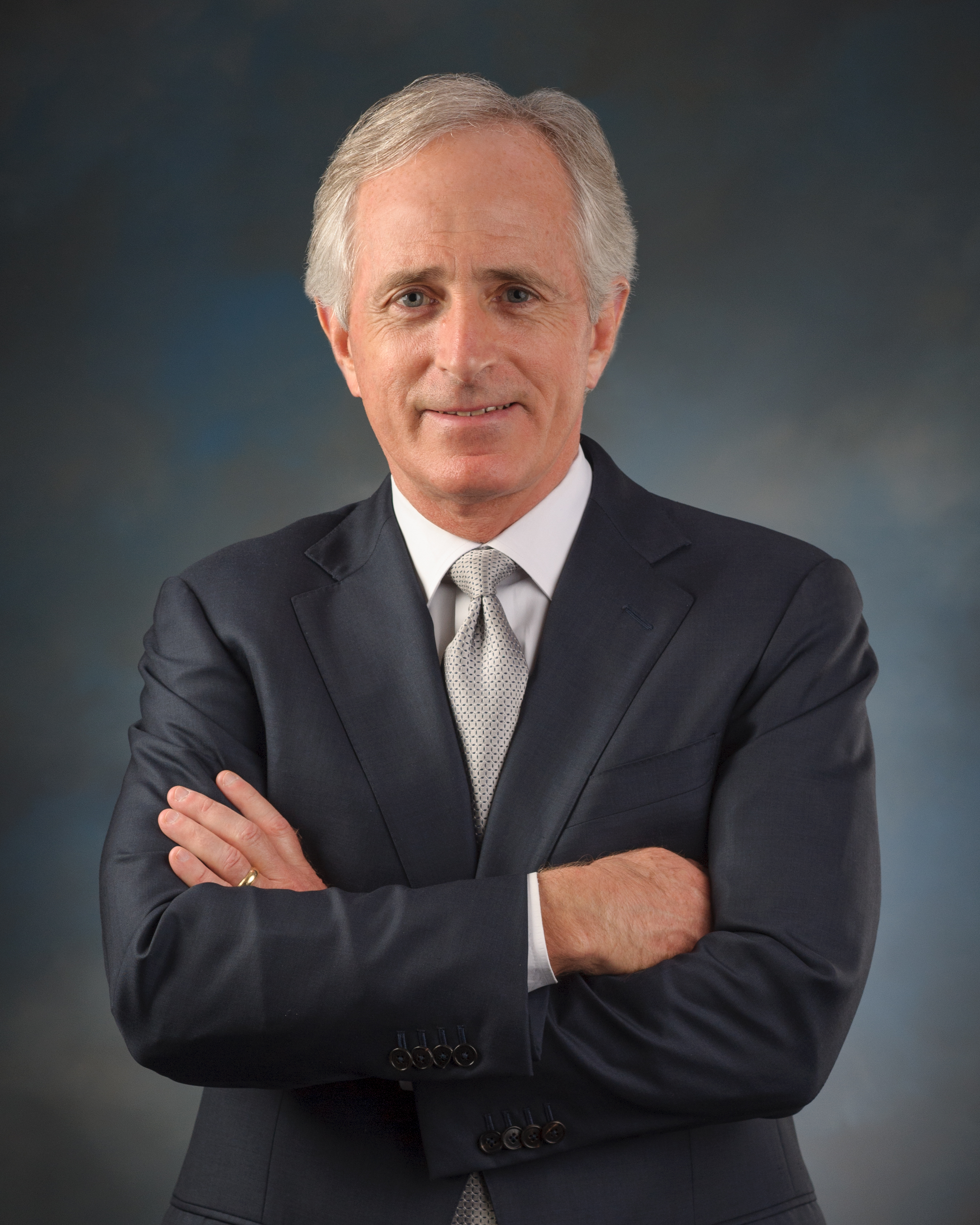
بوب كوكر عضو مجلس الشيوخ عن تينيسي 2007-2019
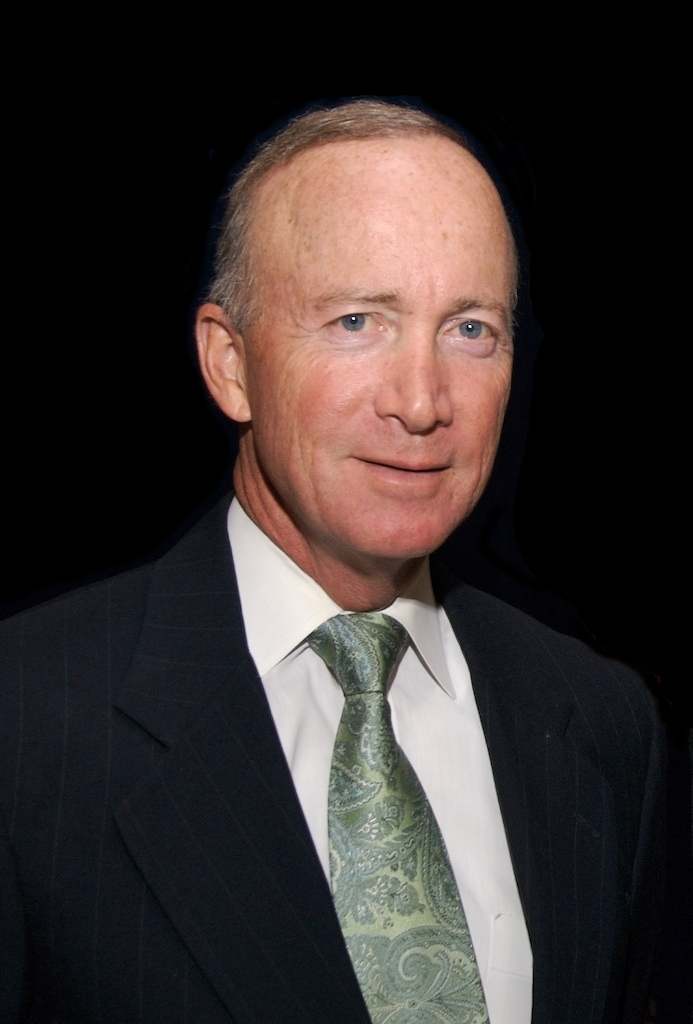
ميتش دانييلز حاكم إنديانا 2005–13
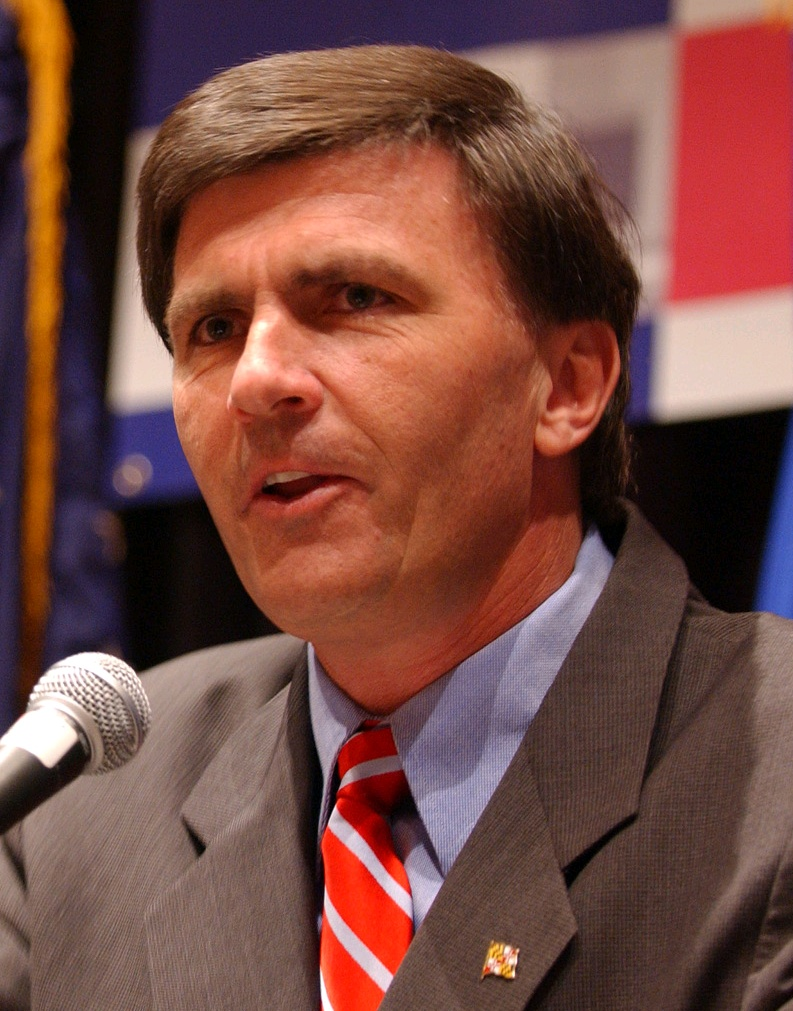
بوب إرليخ حاكم ماريلاند 2003–07
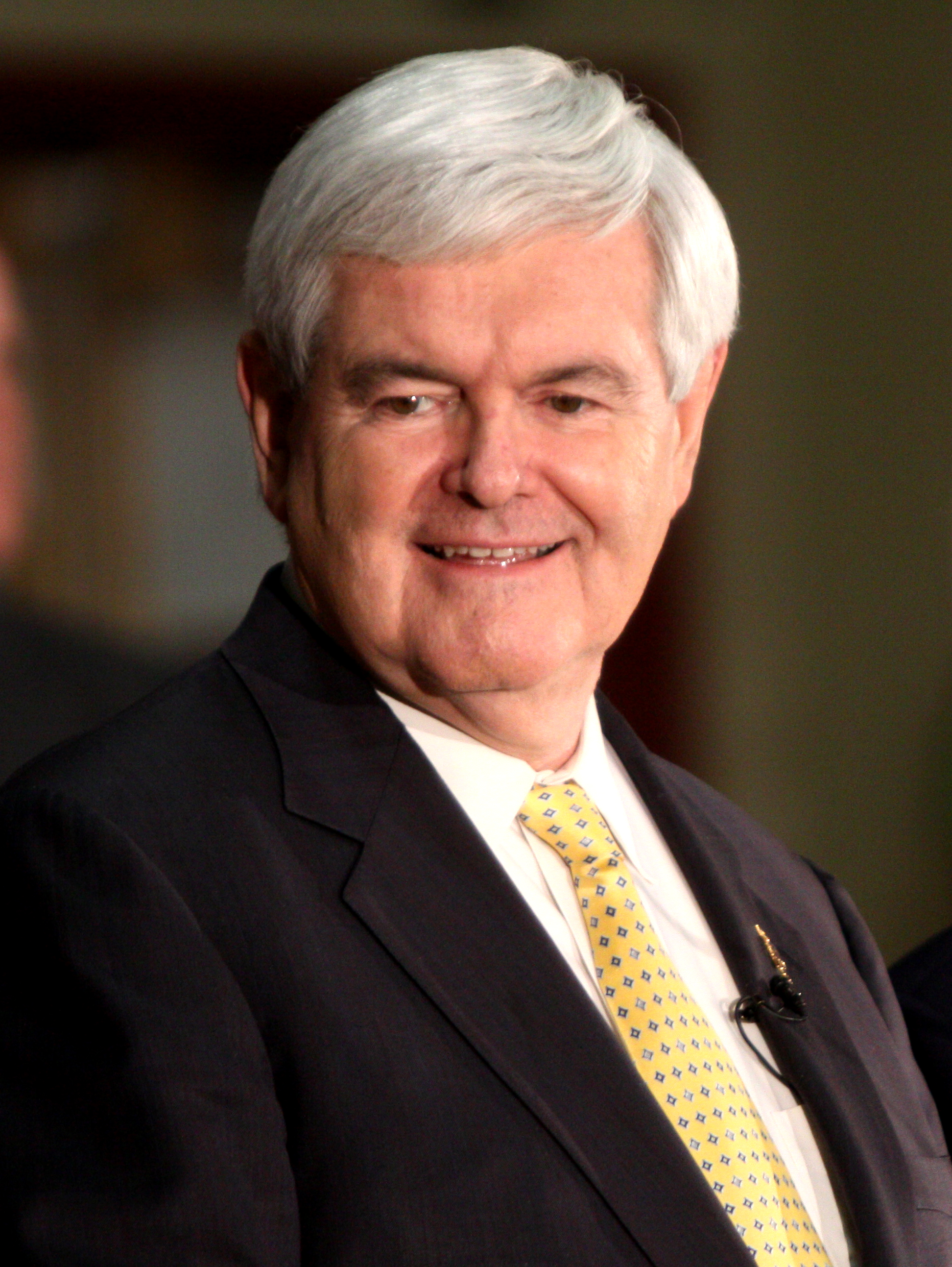
نيوت جينجريتش الناطق باسم مجلس النواب الأمريكي 1995–99; مرشح رئاسي في 2012
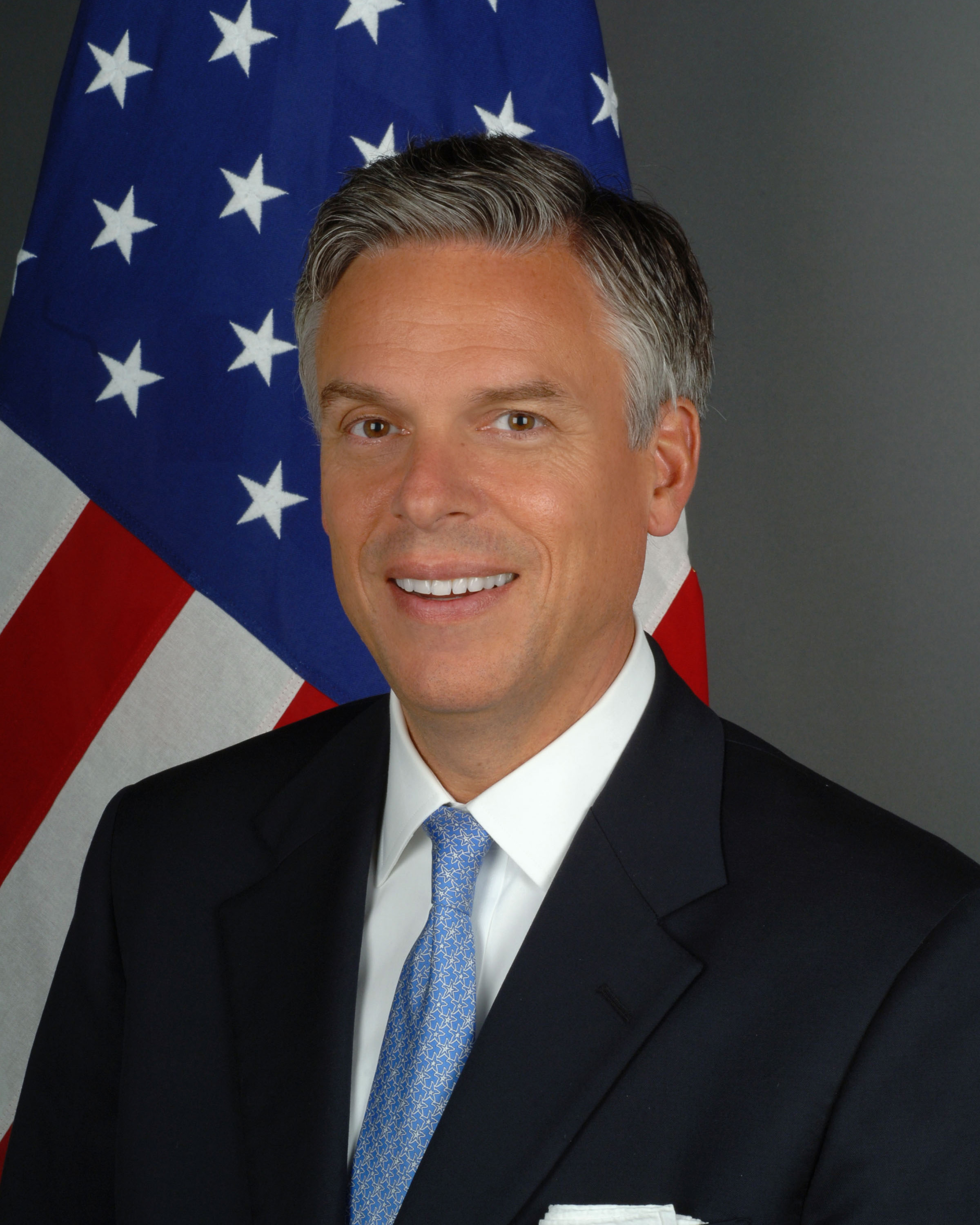
جون هانتسمان جونيور سفير الولايات المتحدة لدى الصين سابقًا 2009–11; حاكم يوتا 2005–09; مرشح رئاسي في 2012
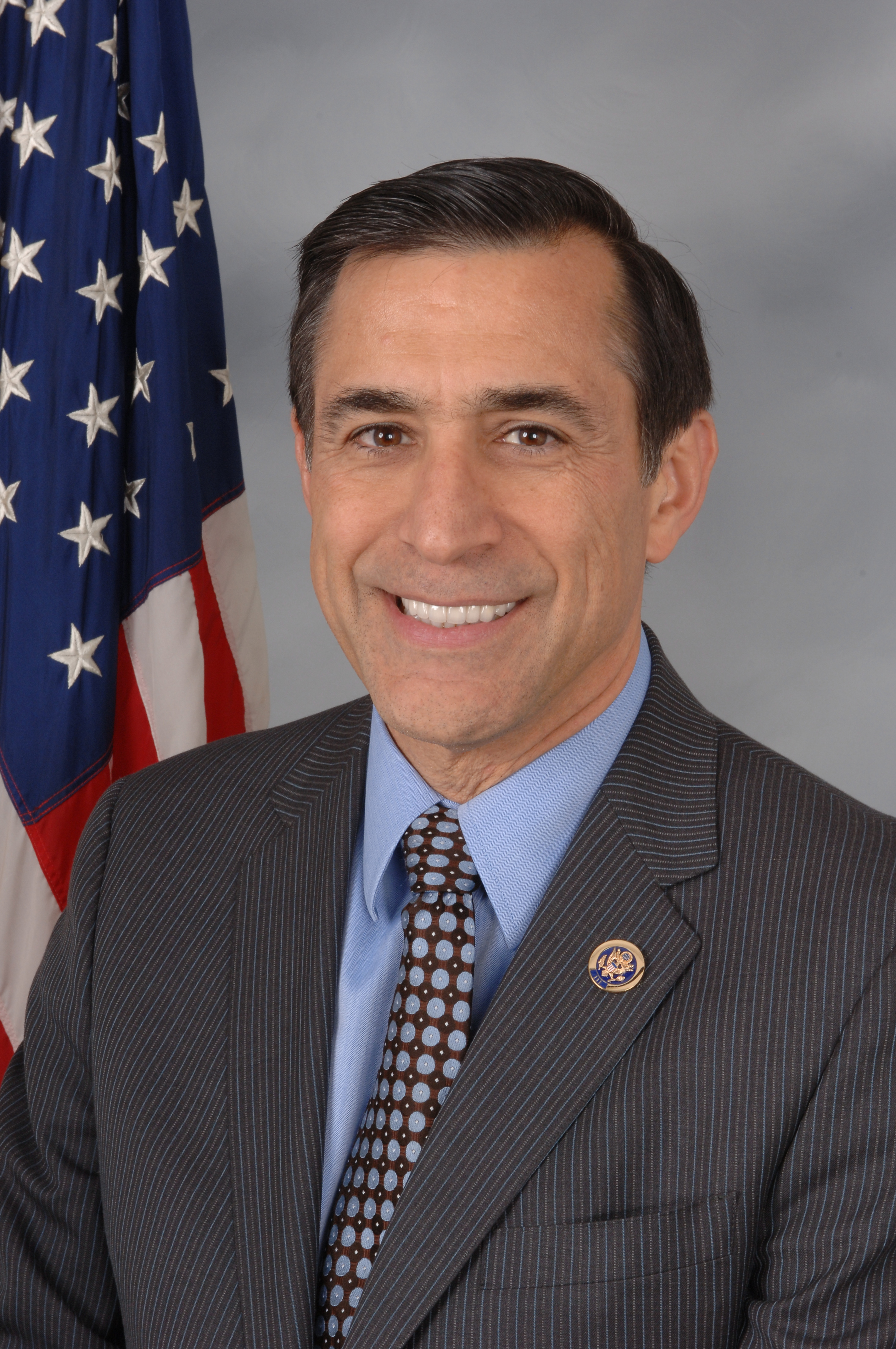
دارل عيسى نائب الولايات المتحدة من كاليفورنيا 2001-2019
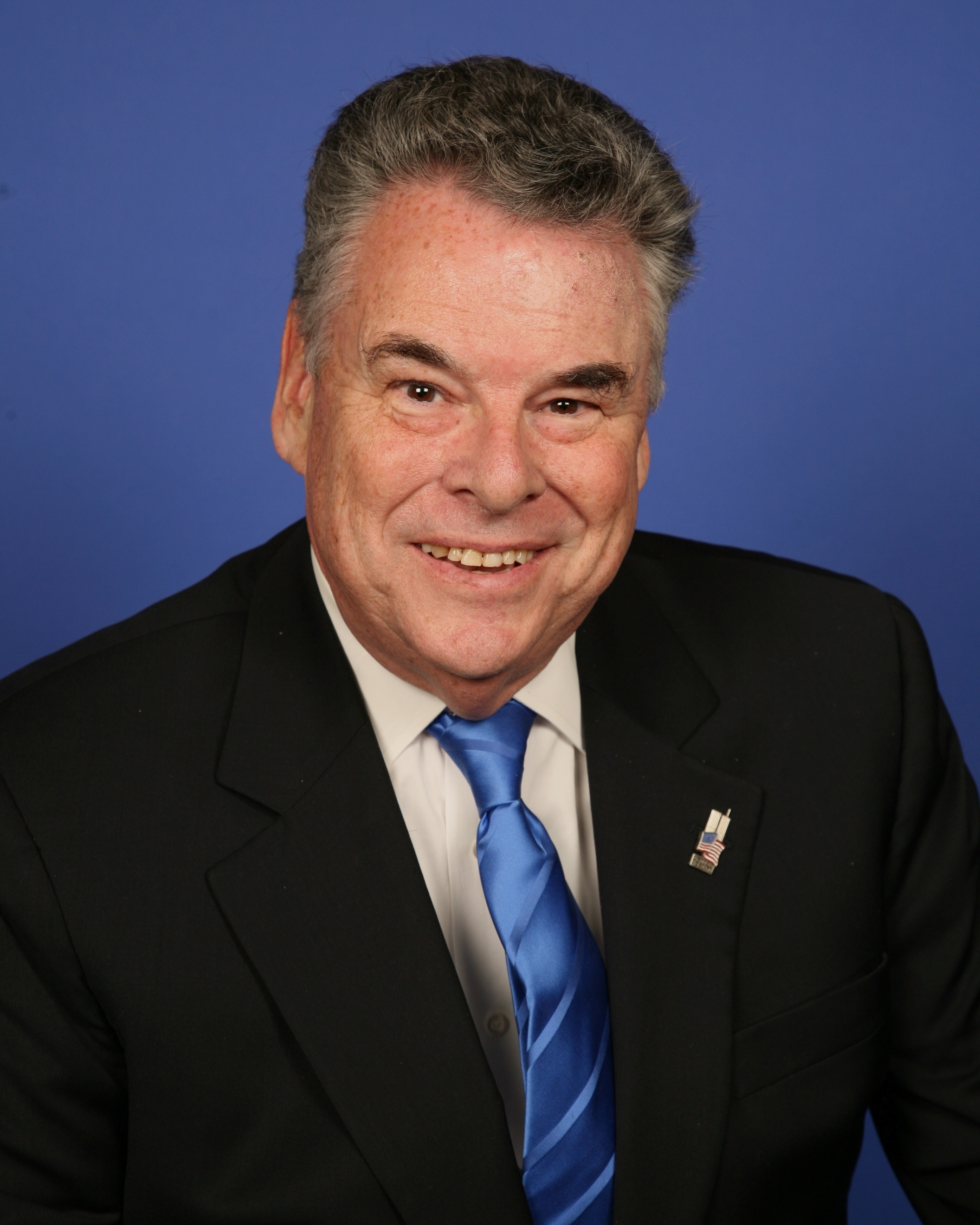
بيتر كينغ نائب أمريكي من نيويورك منذ 1993
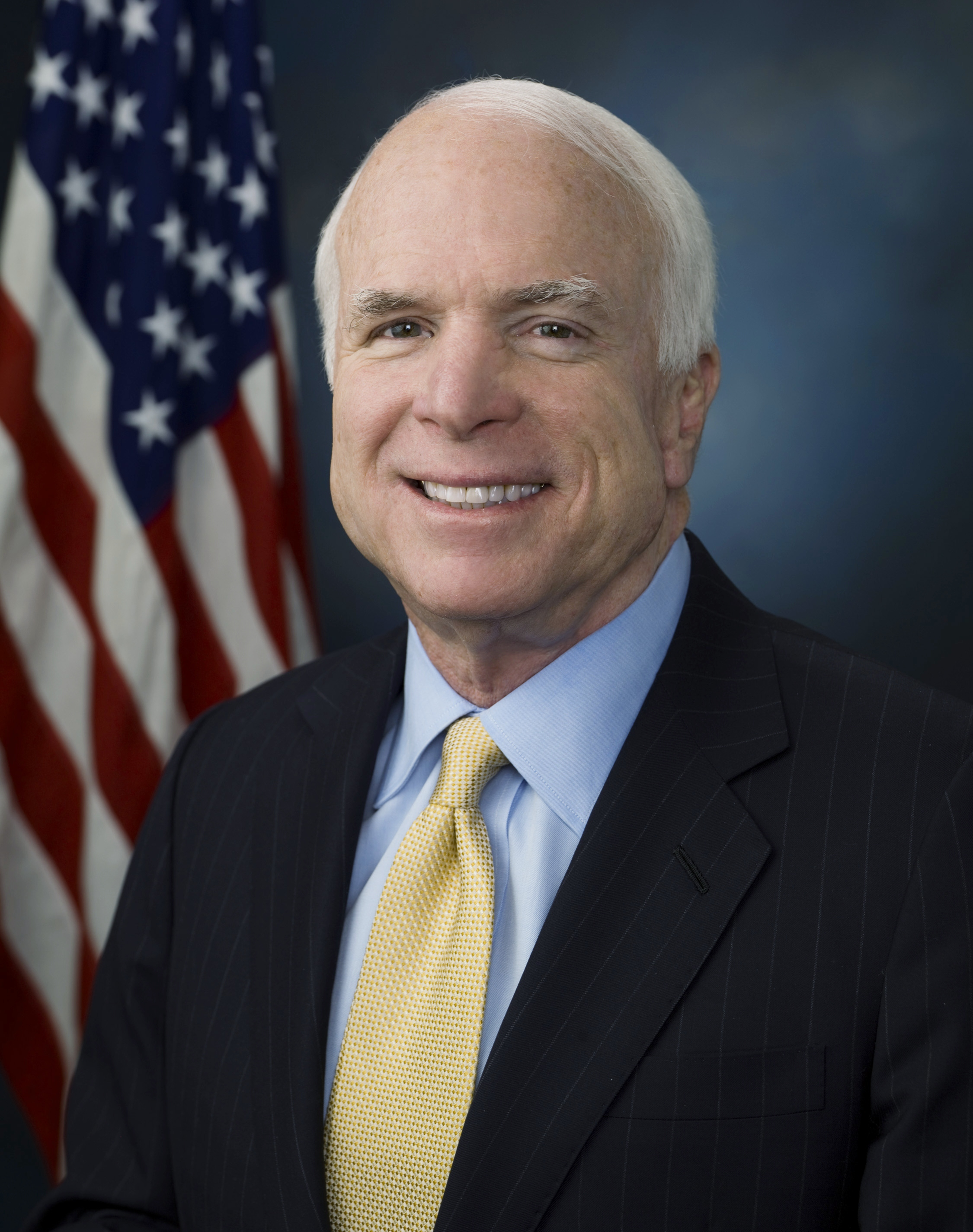
جون ماكين عضو مجلس الشيوخ الأمريكي من أريزونا 1987–2018; مرشح رئاسي في 2000؛ مرشح رئاسي في 2008[95] التأييد لليندسي غراهام
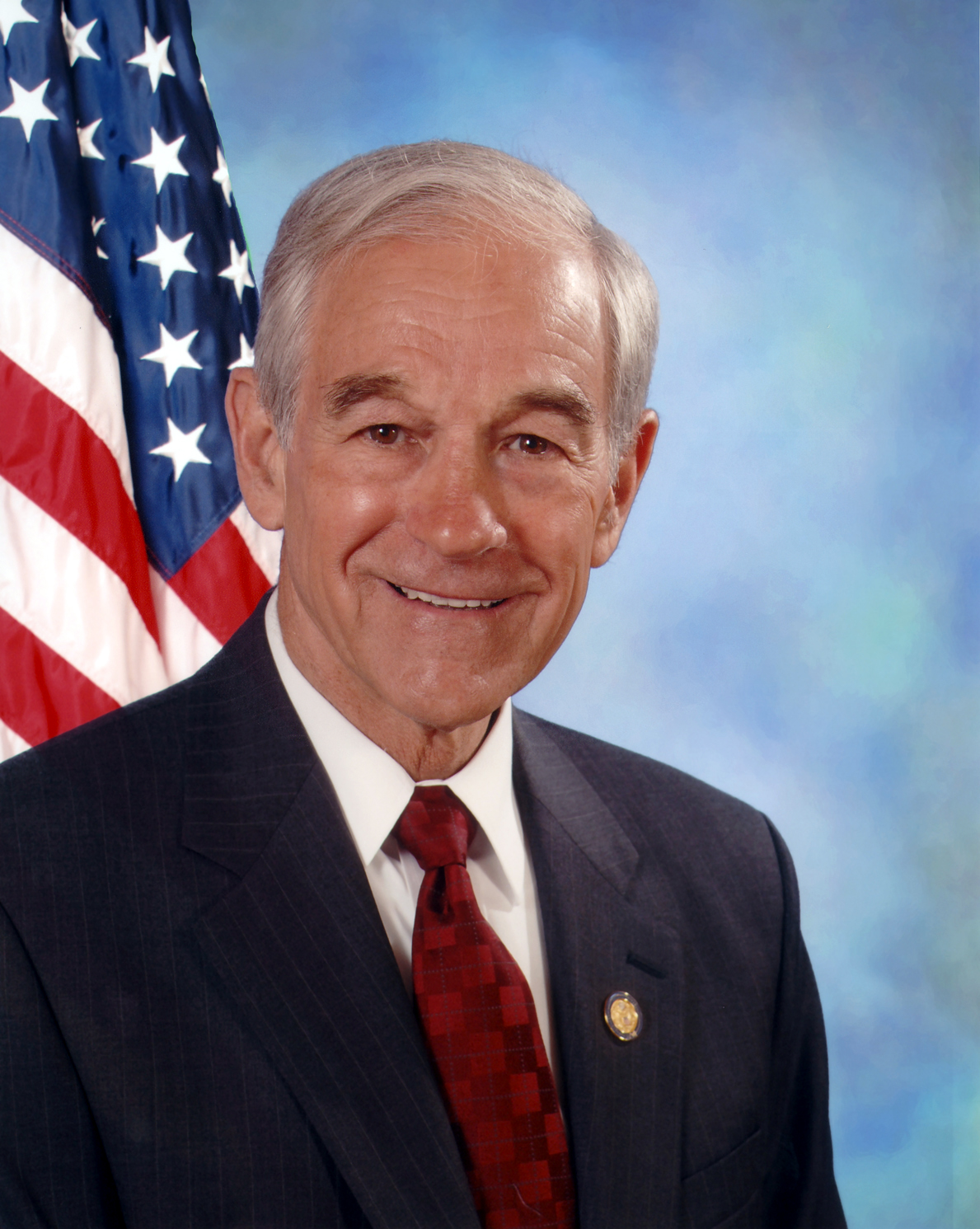
رون بول نائب من تكساس 1976–77، 1979–85 و1997–2013, مرشح رئاسي في 1988، في 2008, وفي 2012[96] التأييد لراند بول
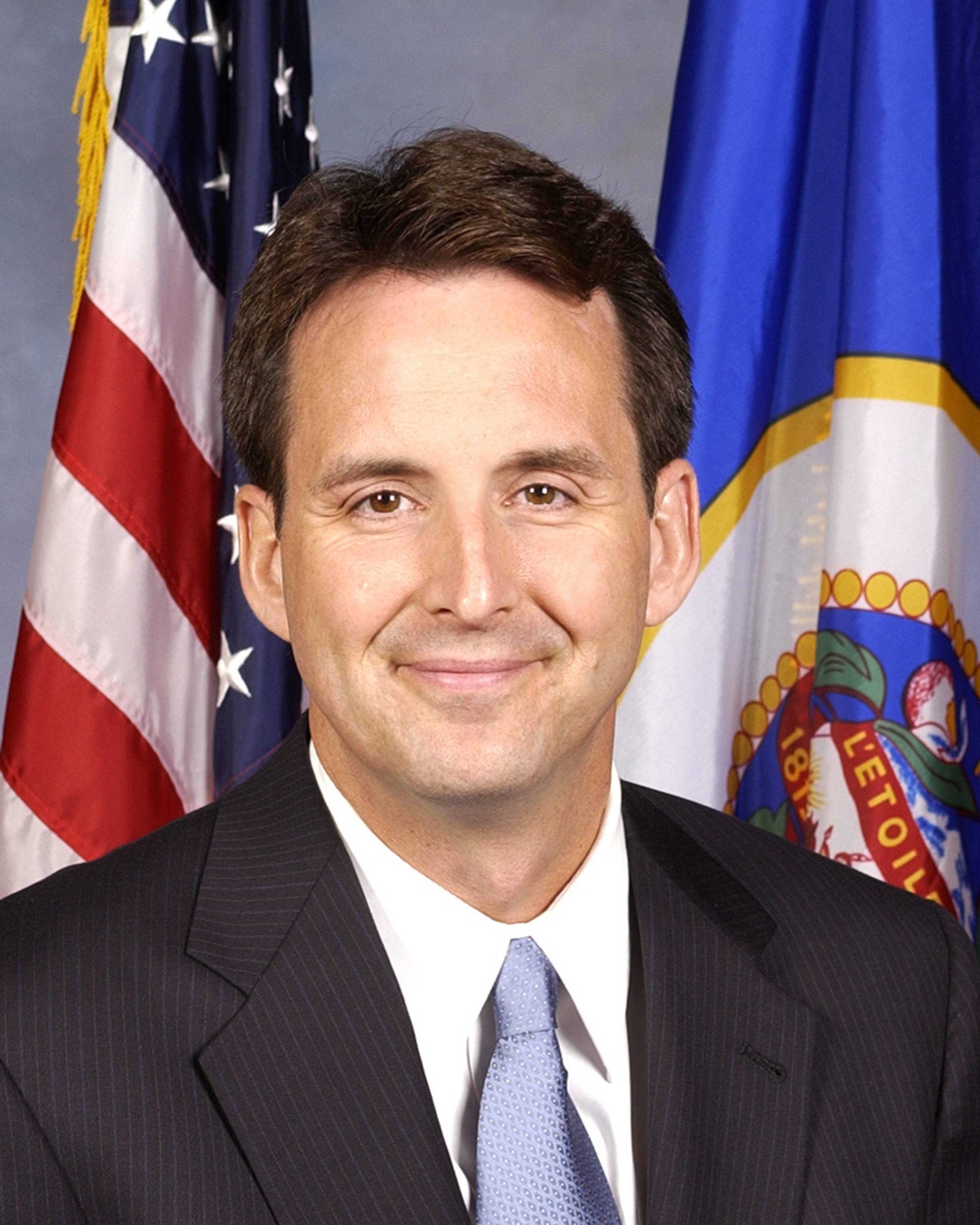
تيم باولنتي حاكم مينيسوتا 2003–11, مرشح رئاسي في 2012[97] التأييد لماركو روبيو
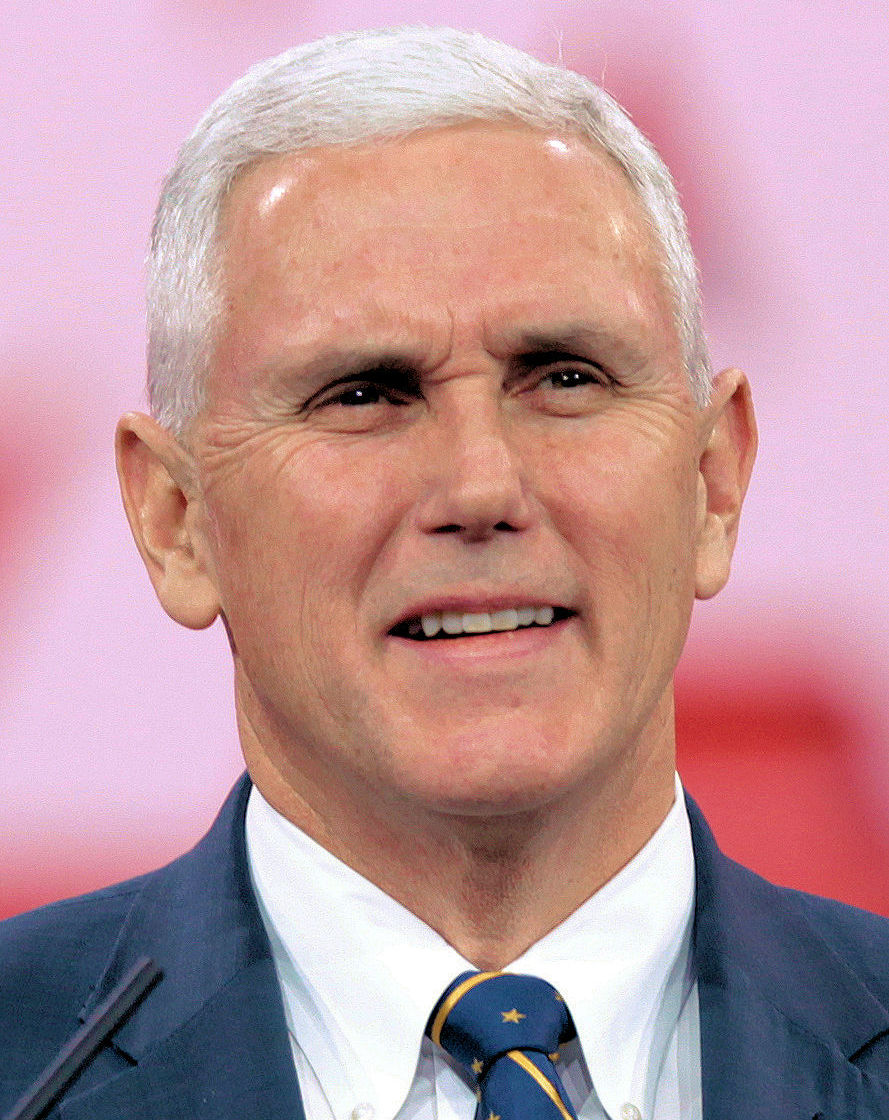
مايك بنس حاكم إنديانا 2013-2017[98] مرشح لمنصب نائب الرئيس لدونالد ترامب 2016
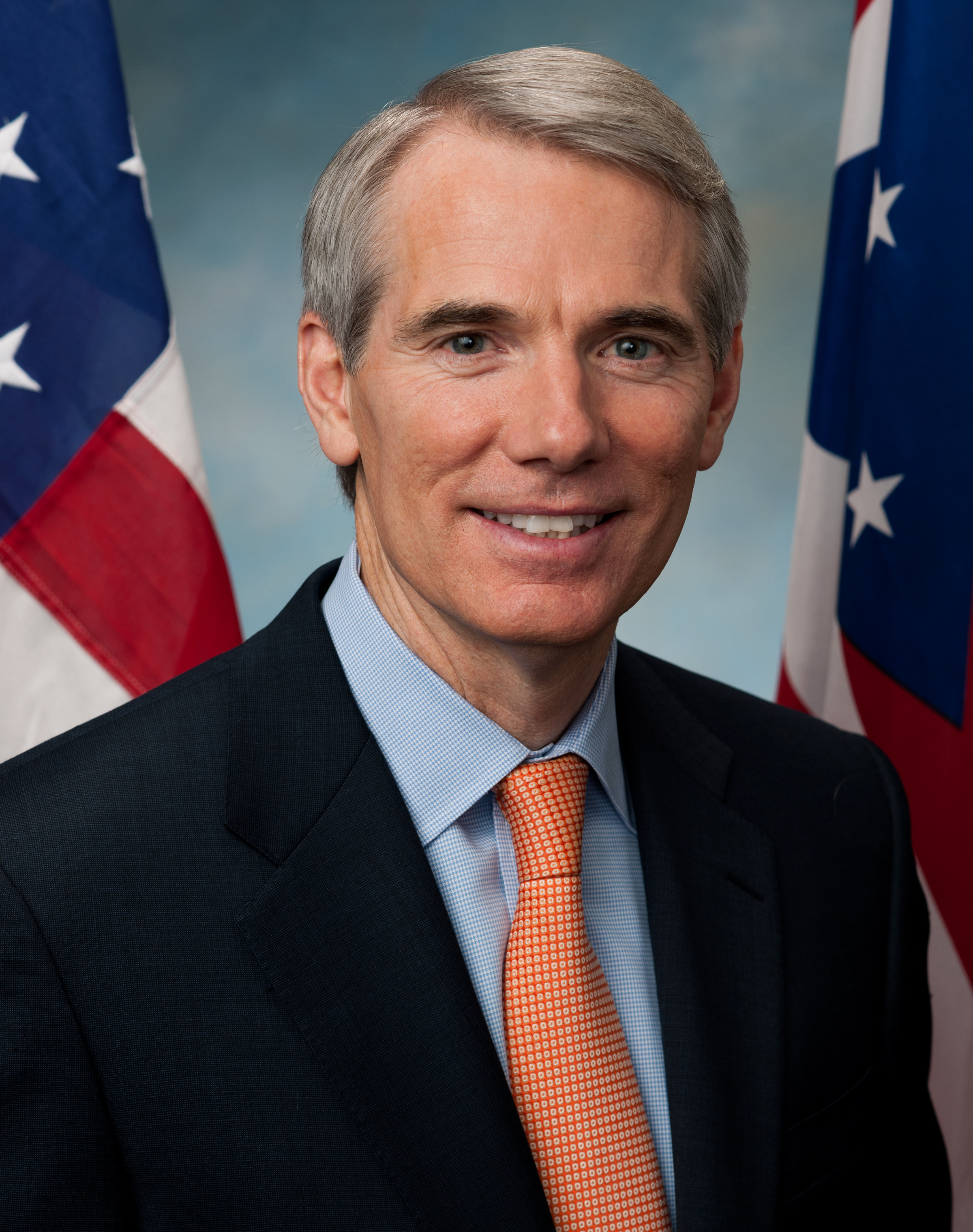
روب بورتمان عضو مجلس الشيوخ الأمريكي من أوهايو منذ 2011[99] التأييد لجون كيسيك
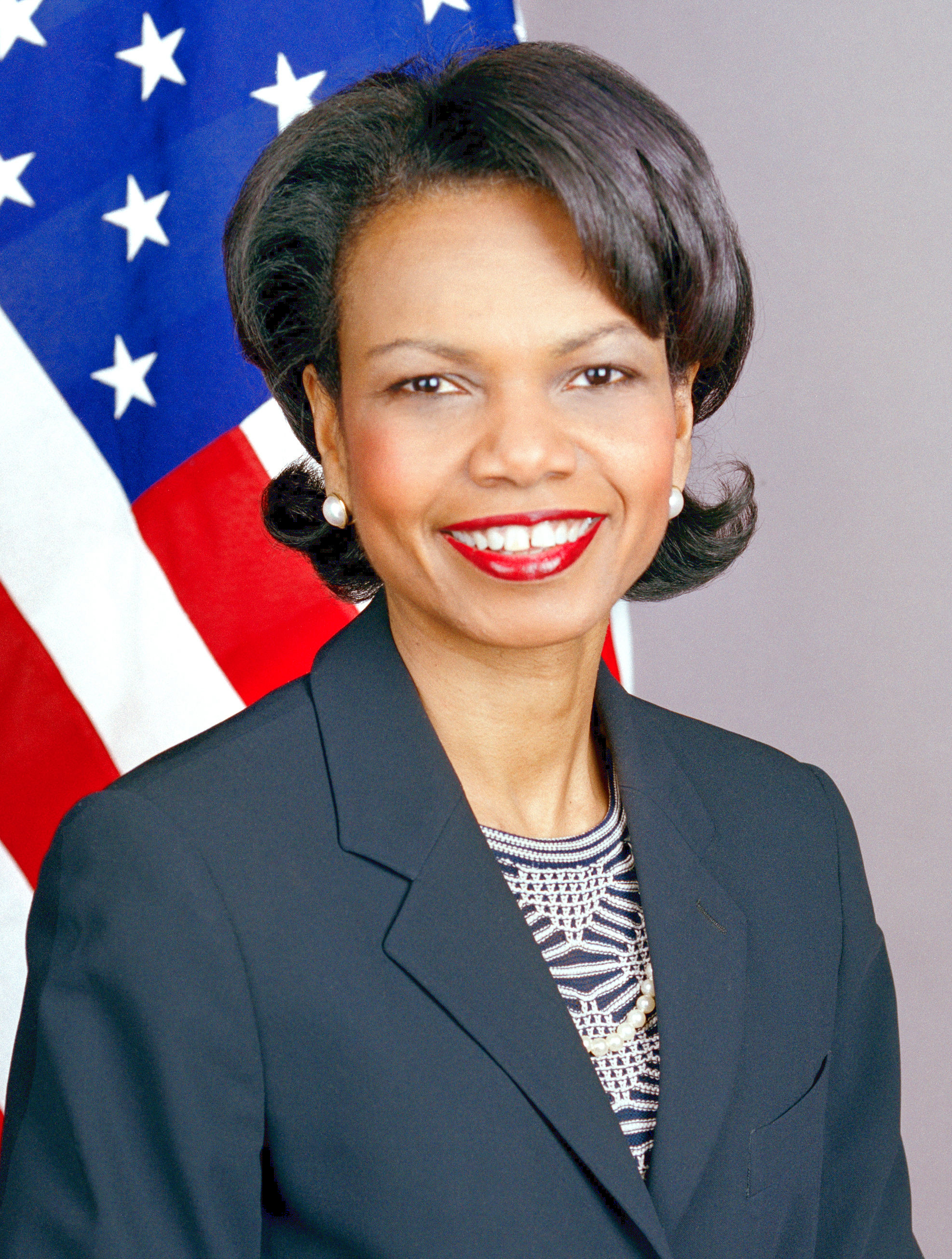
كونداليزا رايز وزير الخارجية الأمريكي 2005–09
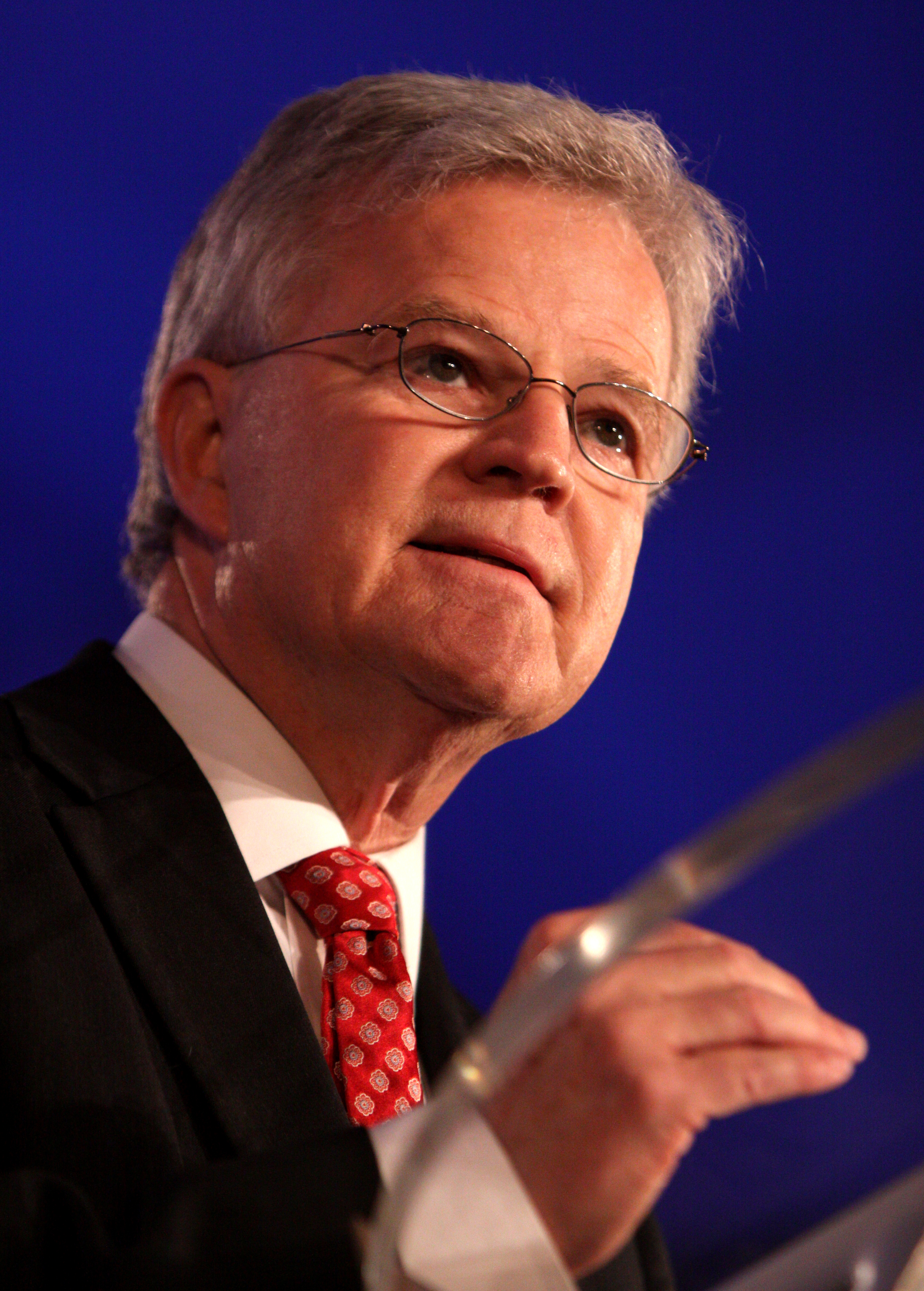
بادي رومر حاكم ولاية لويزيانا 1988–92; مرشح رئاسي في 2012
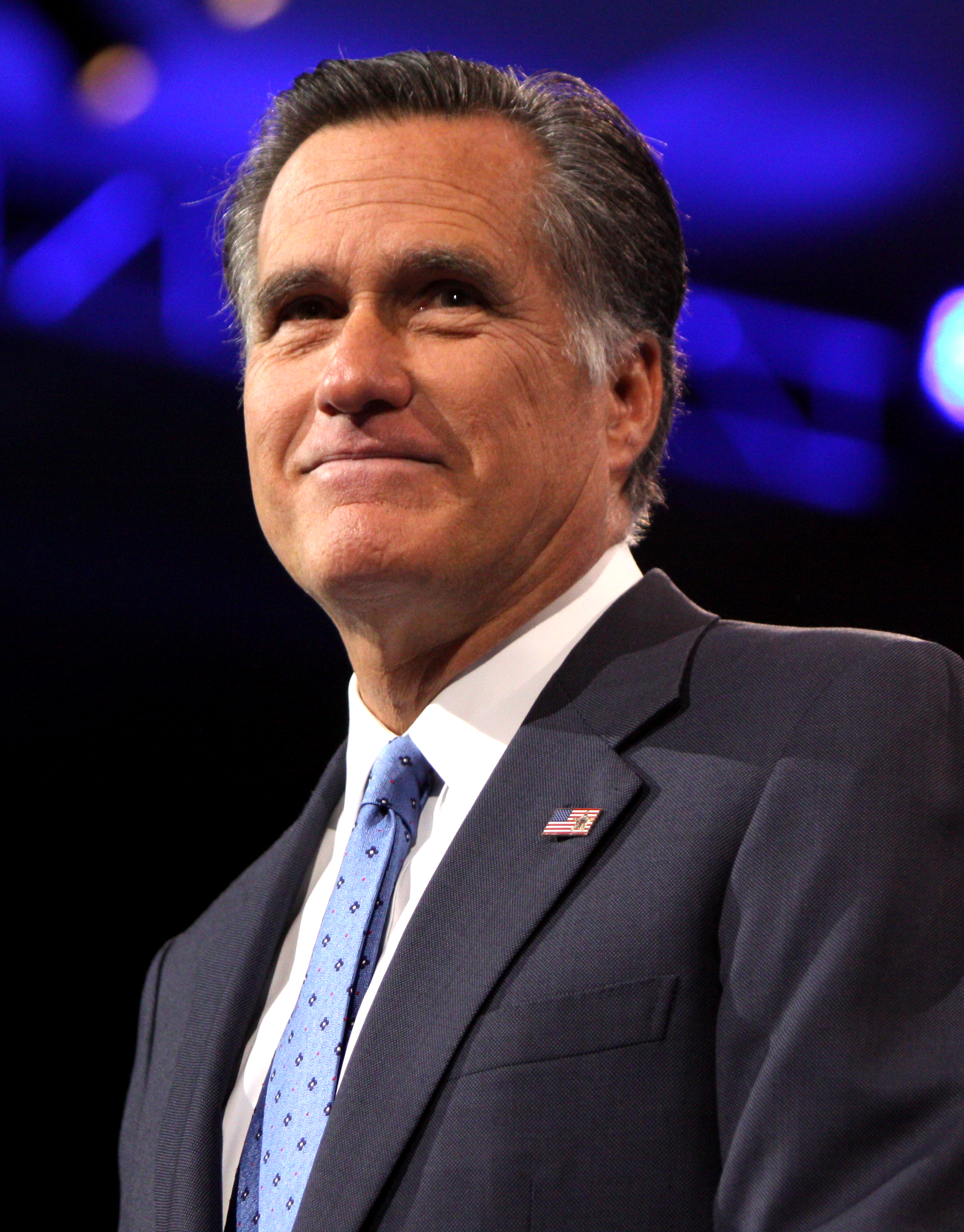
ميت رومني حاكم ماساتشوستس 2003–07; مرشح رئاسي في 2008؛ مرشح رئاسي في 2012
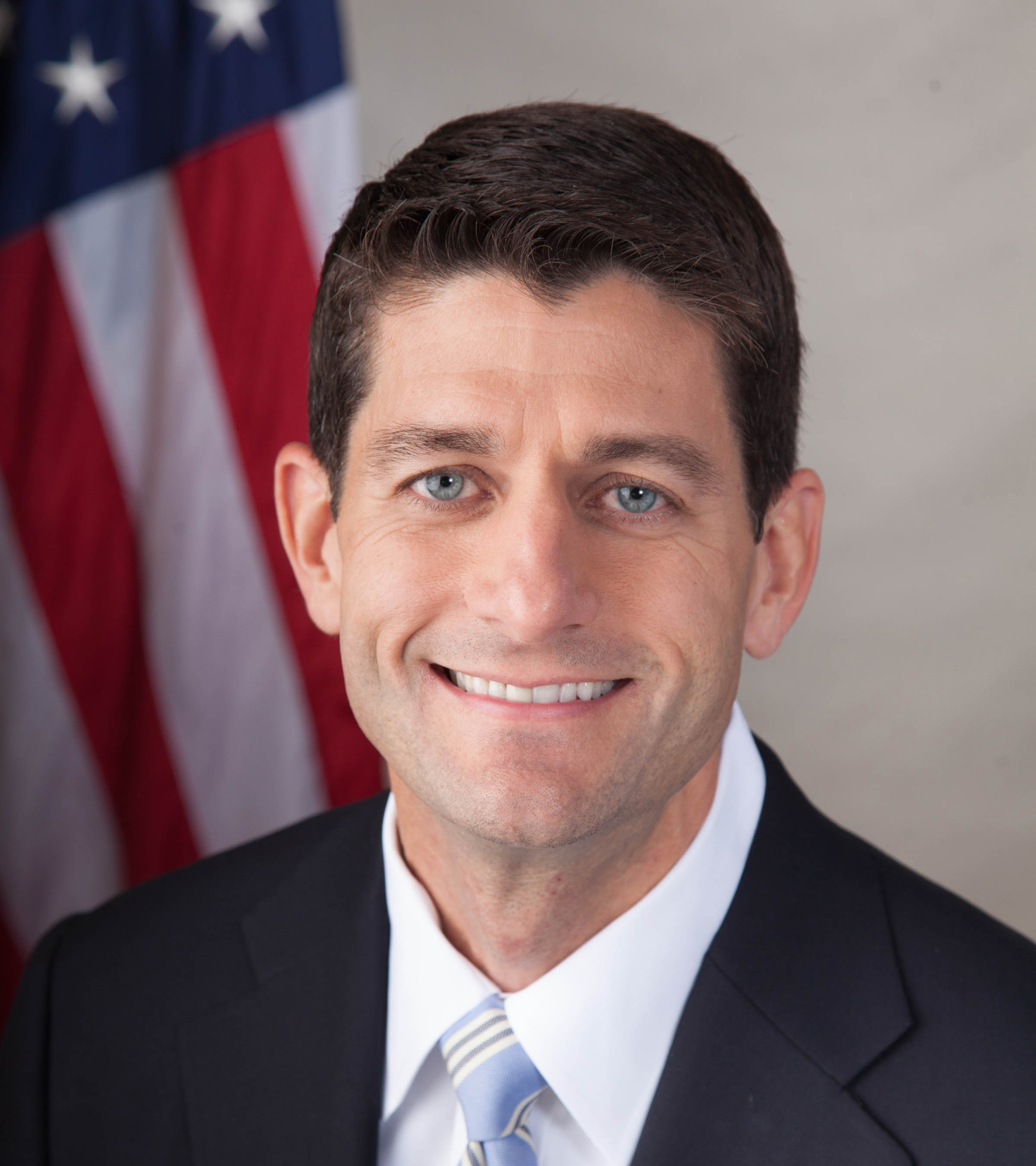
بول رايان نائب أمريكي سابق من ويسكونسن والناطق باسم مجلس النواب الأمريكي السابق, نائب مرشح للرئيس في 2012
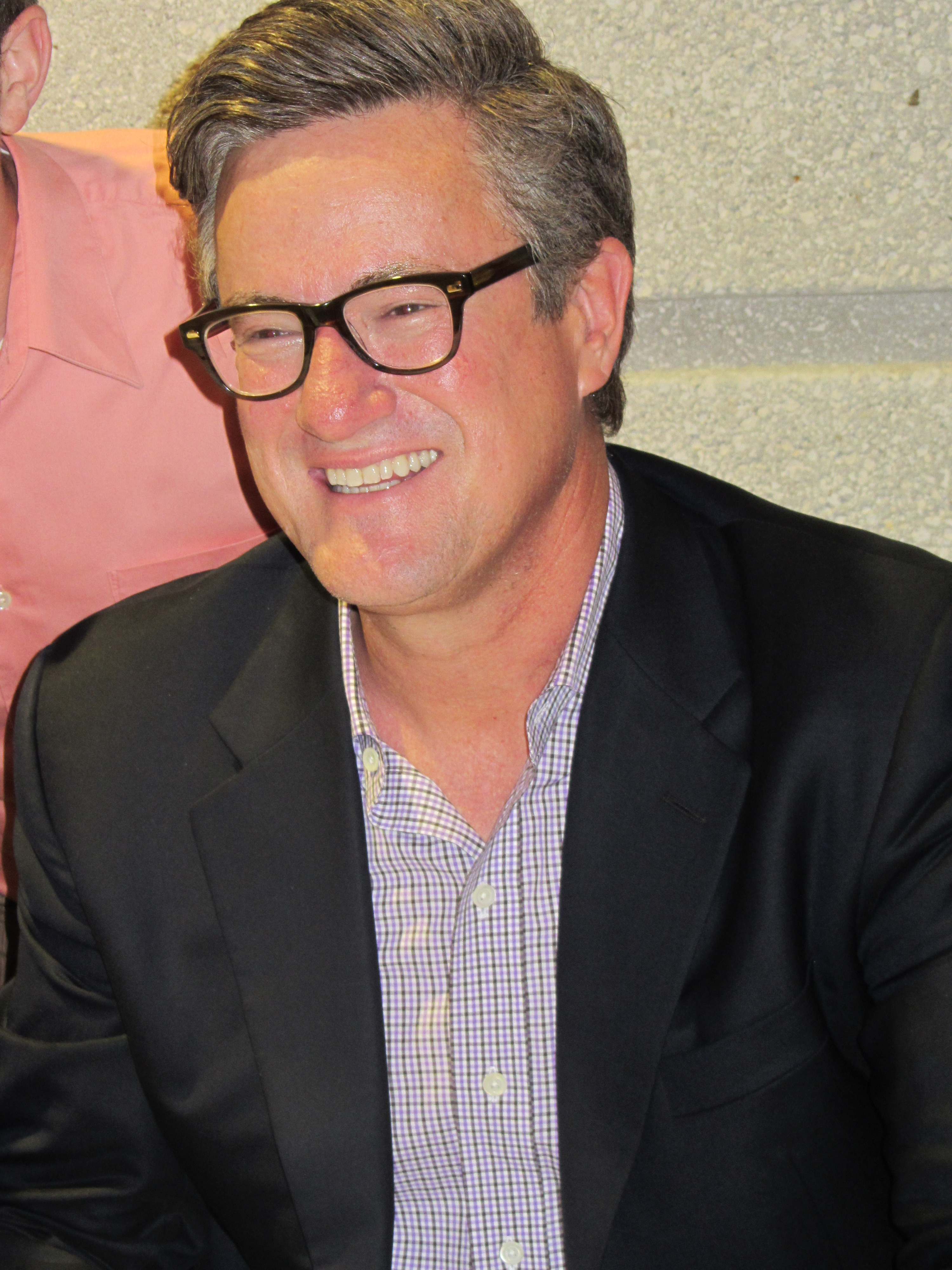
جو سكاربورو مذيع الأخبار والبرامج الإذاعية، نائب أمريكي من فلوريدا 1995–2001[103][104] التأييد لجيب بوش
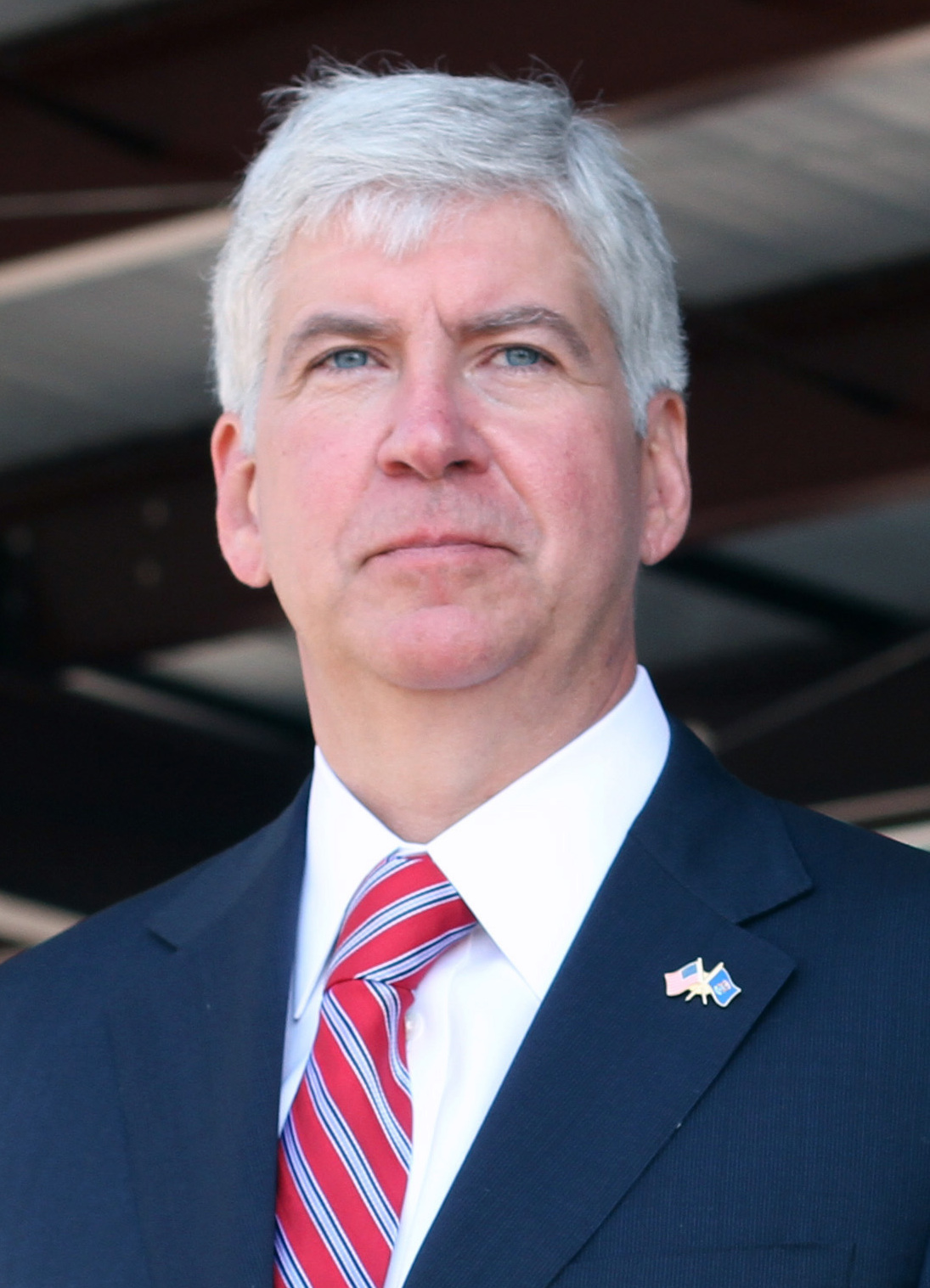
ريك سنايدر حاكم ميشيغان 2011-2019
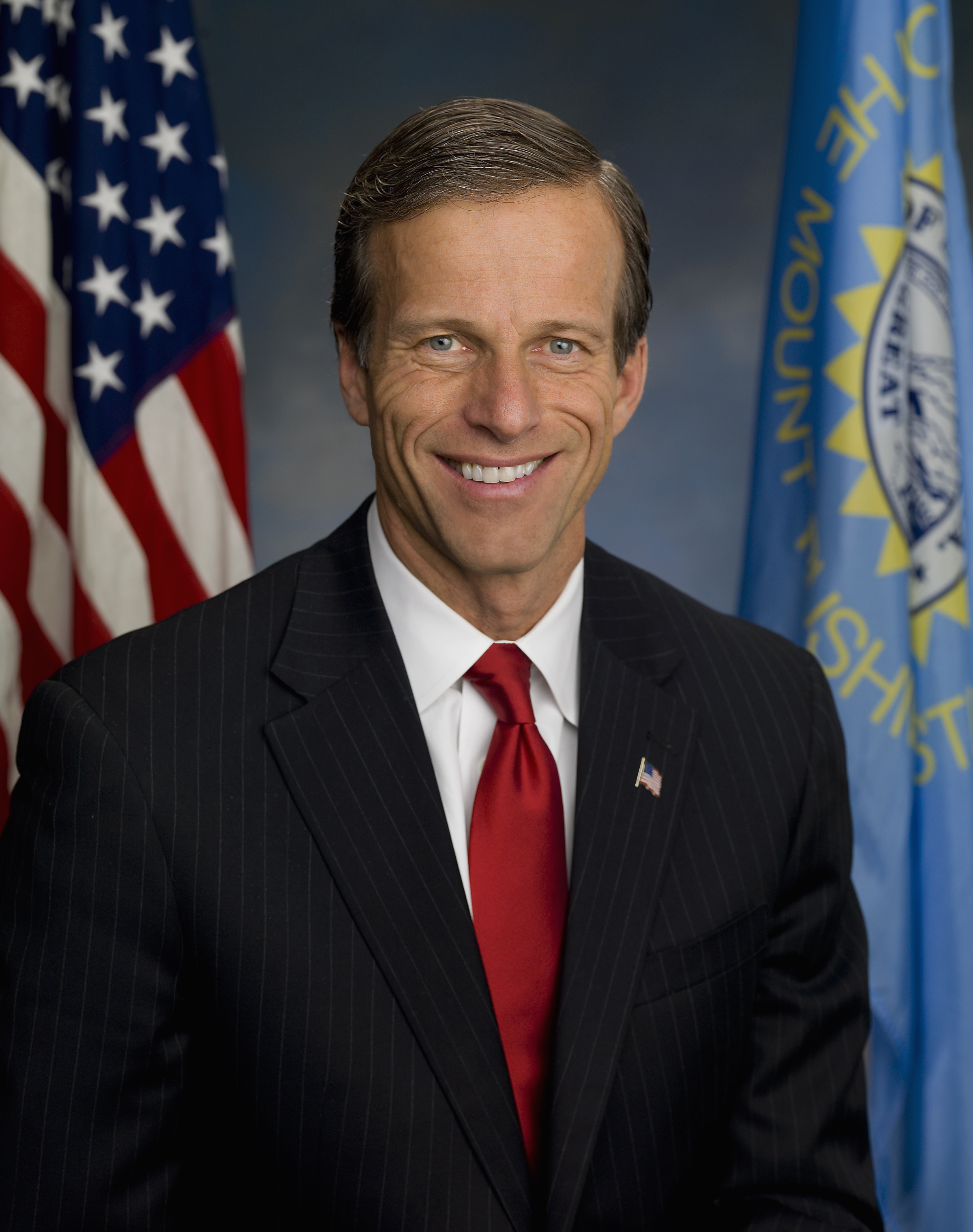
جون ثون عضو مجلس الشيوخ الأمريكي من ساوث داكوتا منذ 2005

## روابط خارجية
- مرشح الحزب الجمهوري للرئاسة 2016 على مشروع الدليل المفتوح
- 2016 الرئاسية 2 مرشحين في لجنة الانتخابات الفيدرالية